# Tramway de Strasbourg
Vous lisez un « article de qualité » labellisé en 2012.
Le réseau de tramway de Strasbourg dessert la capitale alsacienne et six communes de son agglomération, ainsi que la ville frontalière allemande de Kehl. Exploité par la Compagnie des transports strasbourgeois (CTS), il est considéré comme un exemple remarquable de la renaissance du tramway dans les années 1990. Avec les expériences réussies de Nantes (depuis 1985), Grenoble (depuis 1987) et Paris (depuis 1992), le réseau de tramway de Strasbourg constitue le quatrième plus ancien réseau de tramway remis en service en France après la Seconde Guerre mondiale. Il a ainsi contribué à la construction de nouveaux tramways dans d'autres agglomérations françaises, comme Montpellier, Lyon, Bordeaux ou Nice.
C'est au terme d'un long processus de prise de décision sur le plan communal en 1994, que la plus grande ville d'Alsace accompagne la réintroduction du tramway d'une requalification urbaine, si bien qu'en 2020, six lignes circulent sur un réseau long d'environ 50 km.
Le réseau moderne a été le premier en France à faire rouler des rames à plancher bas intégral. Le matériel est en effet constitué de rames Eurotram au design futuriste, auxquelles se sont ajoutées à partir de 2005 des Citadis reprenant le design des Eurotram. Le réseau de tramway strasbourgeois, contrairement à celui de la majeure partie des autres villes de France, est maillé : dans le centre-ville, tous les tronçons sont parcourus par deux lignes (voire trois lignes entre les stations Homme de Fer et Observatoire), ce qui permet de limiter les correspondances et augmente les fréquences au cœur de l'agglomération.

## Ancien tramway de Strasbourg

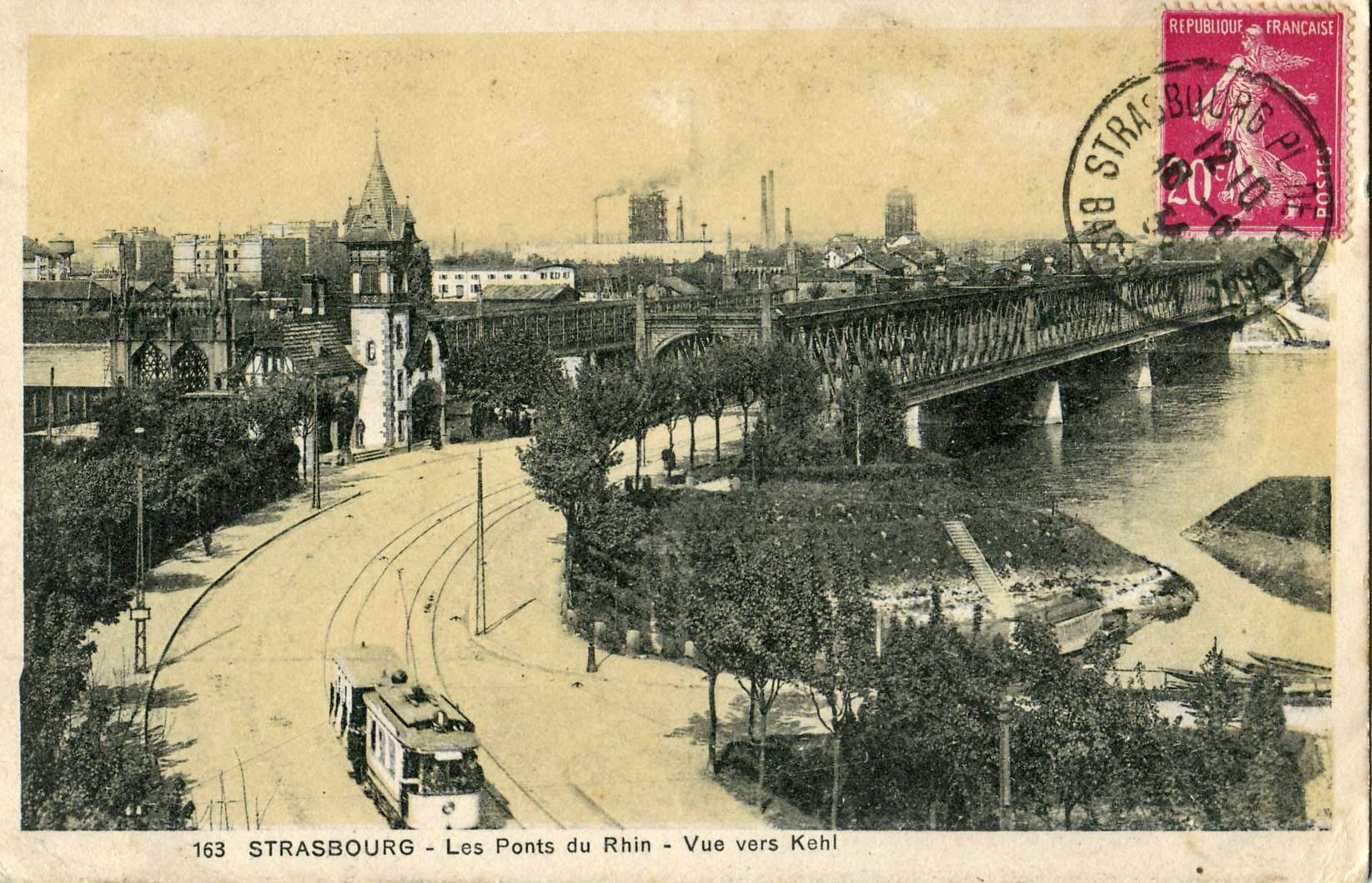
Tramway de Strasbourg traversant le Rhin pour se rendre à Kehl, début du XXe siècle.

Un premier tramway avait circulé à Strasbourg entre 1878 et 1960 ; d'abord hippomobile, puis électrique à partir de 1894. En plus d'un dense réseau urbain, existaient plusieurs lignes interurbaines. Le réseau urbain atteint son extension maximale avec une longueur totale de 82,7 km en 1937. Le développement de l'autobus et de la voiture individuelle entraîne le déclin du tramway à partir des années 1930 et sa fermeture progressive jusqu'en 1960, date à laquelle il est définitivement supprimé.

## Histoire

### Controverse sur le choix entre un métro ou un tramway
Dans les années 1980, face à la saturation des routes et du réseau de bus, la Communauté urbaine de Strasbourg étudie la construction d'un réseau de deux lignes de métro léger automatique de type « VAL ». Le débat des élections municipales de 1989 à Strasbourg est dominé par le choix entre le VAL ou un tramway moderne, la majorité sortante soutenant son projet de VAL tandis que l'opposition socialiste de l'époque milite pour l’alternative tramway,. À l'époque, le VAL qui débutait à Lille apparaissait comme une technologie innovante rendant le métro financièrement accessible aux villes moyennes, tandis que le tramway souffrait d'une image encore désuète. Le tramway avait quasiment disparu en France et commençait à peine son retour sous forme moderne à Nantes et à Grenoble à la suite du concours Cavaillé.
Le VAL est aussi soutenu notamment par les commerçants du centre-ville, qui craignent les travaux de construction du tramway, ainsi que la suppression des places de stationnement et la fuite de la clientèle qui s'ensuivraient. L'opposition municipale milite pour le tramway avec des arguments financiers (le coût de construction d'un kilomètre de VAL équivaut à celui de quatre kilomètres de tramway) et écologiques de reconquête du centre-ville débarrassé des voitures. À l’époque 50 000 véhicules circulaient quotidiennement place Kléber. La Grande-Percée du centre-ville (constituée des rues des Francs-Bourgeois, de la Division Leclerc et de la Première Armée) désormais empruntée par la ligne A était un axe congestionné par le trafic routier.

### Choix définitif du tramway

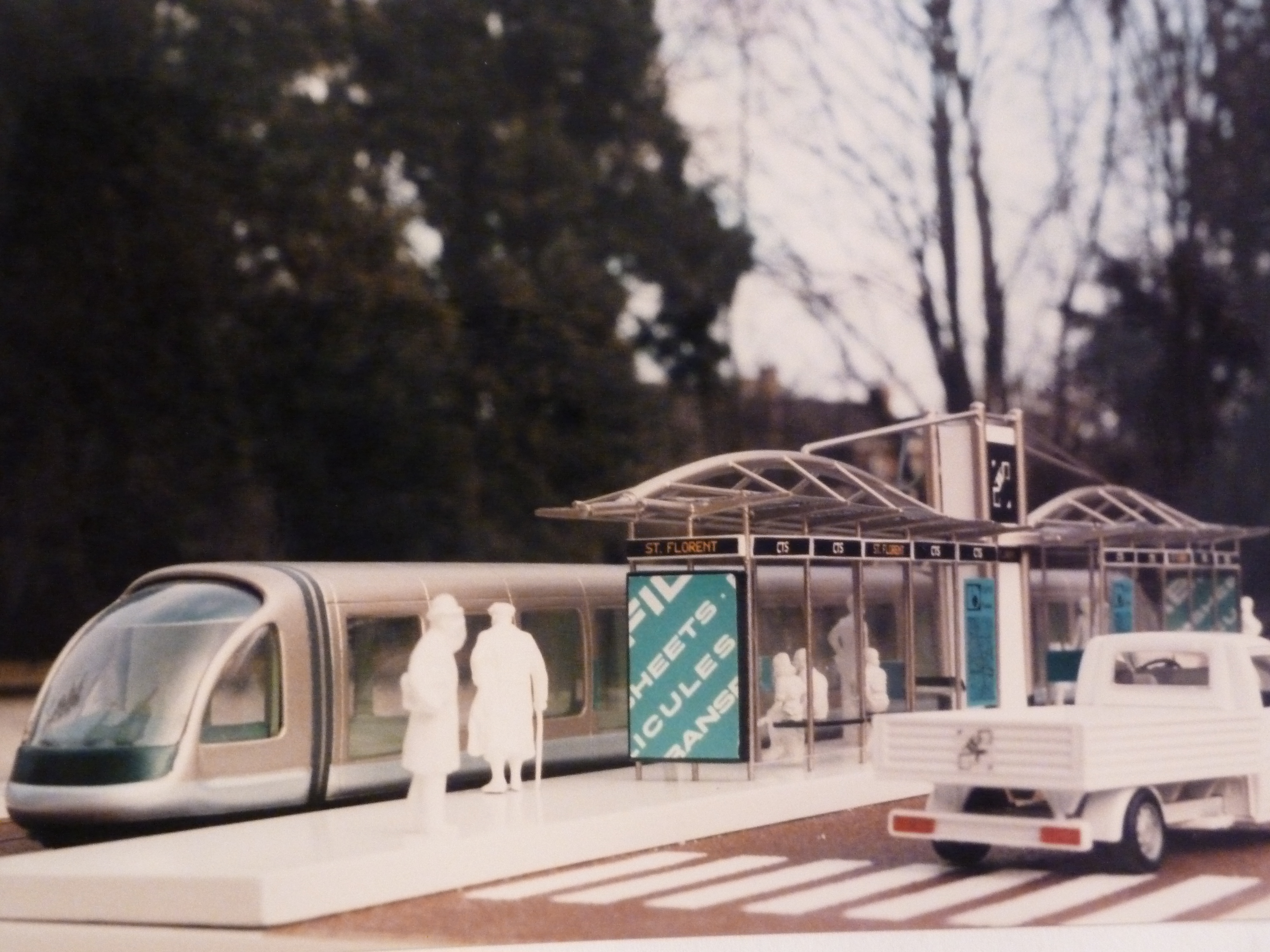
Maquette du projet.

La victoire à la mairie de Strasbourg en 1989 de Catherine Trautmann entraîne l'abandon définitif du projet VAL et la décision de construire une première ligne de tramway,,.

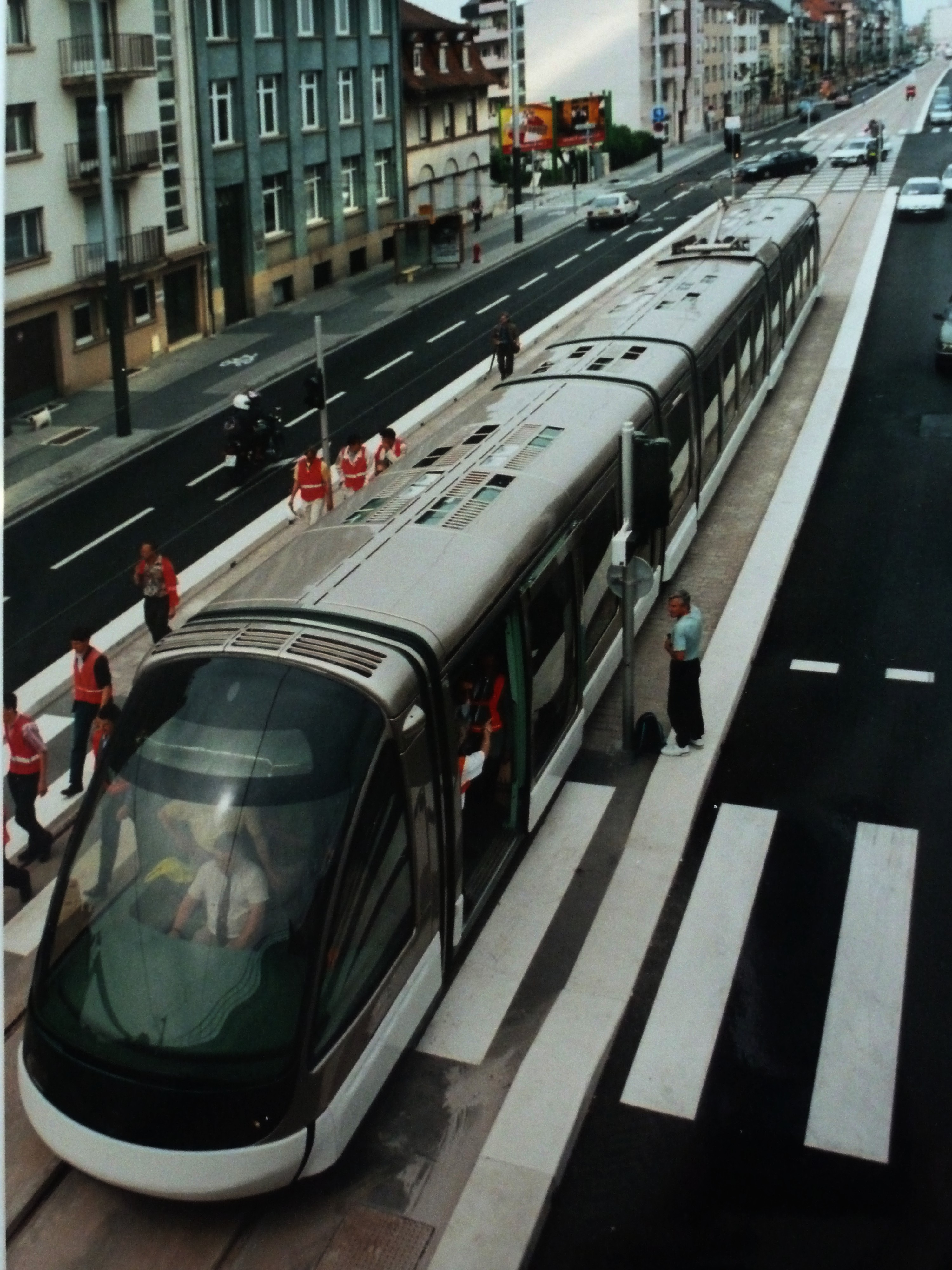
Avenue de Colmar lors des essais en 1994.

Cette ligne, d'une longueur de 9,8 km, est inaugurée le 25 novembre 1994, marquant ainsi le grand retour à Strasbourg du tramway qui avait disparu de l'agglomération en 1960. Elle relie alors le quartier résidentiel strasbourgeois de Hautepierre à l'ouest et la station Baggersee au sud, dans la commune d'Illkirch-Graffenstaden.

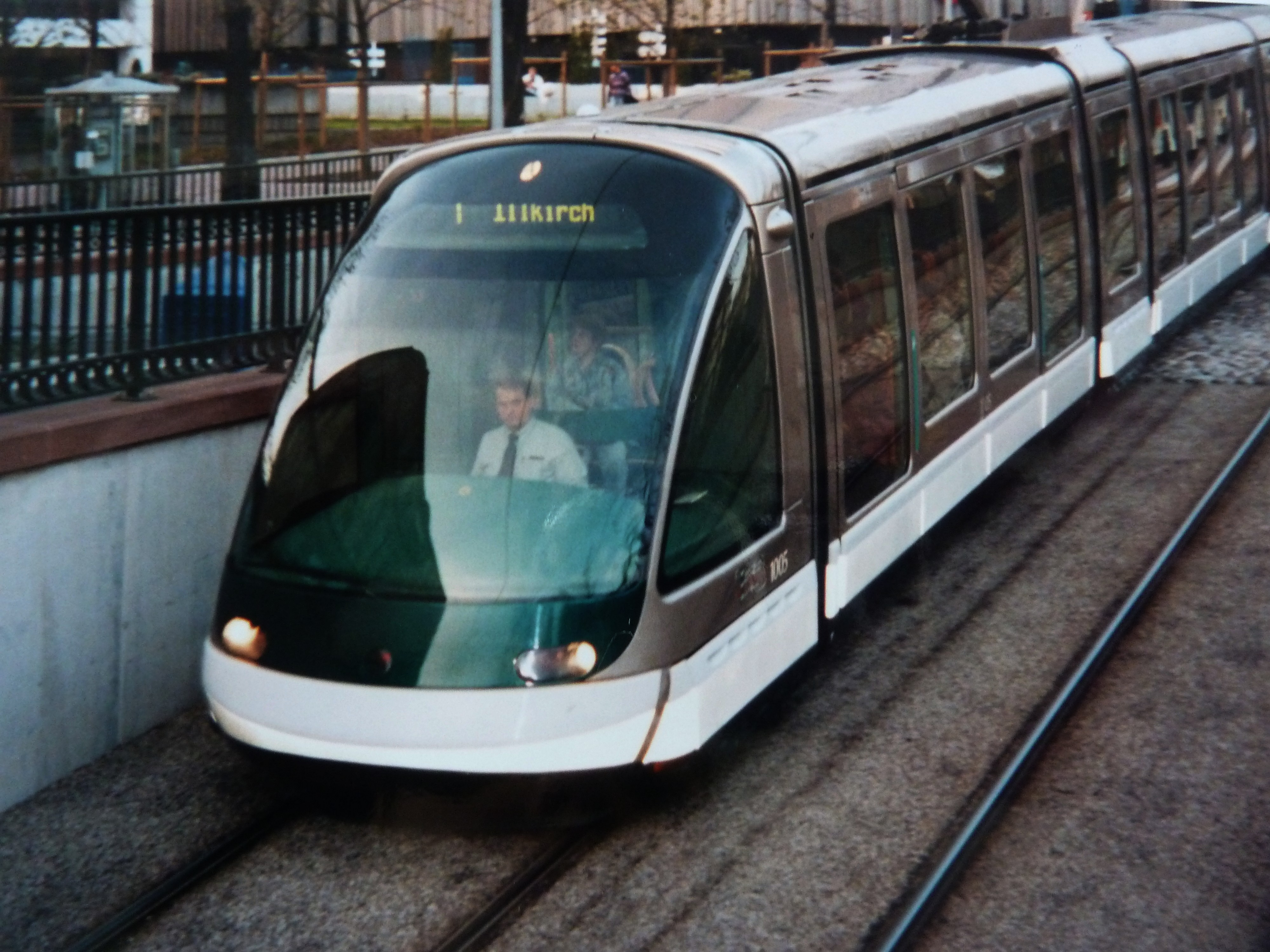
Entrée du tunnel des Halles lors des essais en 1994.

Pour pouvoir franchir l’autoroute, les anciens glacis et les voies de chemin de fer, un tunnel long de 1 400 mètres a été creusé à l'aide d'un tunnelier entre les stations Rotonde et Ancienne Synagogue - Les Halles. La station souterraine Gare centrale, qui dessert la gare de Strasbourg, se trouve à 17 m de profondeur.
À l'occasion de la mise en service du tramway, une commande publique est passée. Des plasticiens, un installateur sonore et les membres de l'Oulipo vont proposer des œuvres qui lient l'art et la ville. Plus particulièrement, l'Oulipo se charge d'écrire des textes courts inscrits sur les colonnes du tramway en suivant quatre contraintes : les variations homophoniques, les notices toponymiques, le récit en beau présent et le langage cuit. Les variations homophoniques partent de la création d'à peu près langagiers (tel que Les trois mouettes de Strauss : pour) qui servent de base à un court récit qui doit se conclure par cet à peu près. Les notices toponymiques sont des pseudo articles de dictionnaire donnant une étymologie fantaisiste aux noms des stations. Le récit au beau présent est une histoire qui s'étire sur l'ensemble des stations avec pour contrainte forte de n'utiliser que les lettres présentes dans le nom de chaque station. Enfin le langage cuit permet de réécrire des formules toutes faites, comme des proverbes, et de les transformer en y plaçant les mots tram ou tramway,.
La création du réseau s'est accompagnée également d'opérations d'urbanisme visant à privilégier l'accès au centre-ville par le tramway et les modes de transport doux. En parallèle, des parcs relais ont été construits près des stations situées à la périphérie afin d'inciter les automobilistes à laisser leur véhicule et à prendre le tramway. En effet, c'est en partant du constat des conséquences négatives de l'omniprésence de l'automobile (pollution, circulation difficile, stationnement chaotique) que la municipalité socialiste de l'époque propose la construction d'un réseau de tramway, pour transformer en quartier piéton et réaménager le centre-ville, désengorger et fermer à l'automobile les transversales traditionnelles et réduire le stationnement en redirigeant les voitures vers des parcs relais situés à la périphérie. C'est le nouveau plan de déplacements urbains (PDU) qui mettra en œuvre l'interdiction du centre-ville aux voitures en février 1992.

### Premières extensions

Carte animée de l'évolution des infrastructures ferroviaires de l'agglomération de Strasbourg, dont celle des anciens et actuels tramways, de 1875 à nos jours.

En 1998, une première phase d'extension est lancée avec la ligne A qui poursuit sa route de 2,5 km vers le sud dans Illkirch-Graffenstaden le 4 juillet 1998. L'été même, la ligne D Rotonde - Étoile Polygone est mise en service le 31 août 1998, grâce à la construction d'un très court embranchement sur la ligne A au niveau de la place de l'Étoile. Cette nouvelle ligne, qui emprunte sur quasiment tout son parcours les voies de la ligne A, permet ainsi de renforcer la fréquence des rames dans le centre-ville.
Deux ans plus tard, la seconde extension majeure du réseau voit le jour. Le 1er septembre 2000, les lignes B et C d'une longueur totale de 11,9 km sont mises en service. Elles disposent d'un terminus commun qui se situe dans le quartier résidentiel de l'Elsau. De là, le tronc commun se rend au centre-ville qu'il traverse du sud-est au nord-ouest. Au niveau de la station Homme de Fer située à proximité de la place Kléber, les deux lignes croisent les voies des lignes A et D. Ce carrefour devient alors le cœur du réseau. Les deux lignes se séparent au niveau de la station République : la ligne C se débranche et poursuit jusqu'au terminus de l'Esplanade en traversant le quartier de l'université, tandis que la ligne B se dirige vers le nord, dessert le parc des expositions du Wacken ; elle traverse les communes de Schiltigheim et Bischheim et s'achève au terminus de Hœnheim gare, située sur la commune de Hœnheim.
En septembre 2002, le terminus Hœnheim gare obtient une correspondance avec les TER Alsace circulant sur la ligne de Strasbourg à Lauterbourg. Un an plus tard, un nouveau pôle d'échanges est créé avec l'inauguration de la gare de Krimmeri-Meinau (au niveau de la station éponyme), permettant une correspondance entre la ligne A (puis la ligne E en 2007) et les TER Alsace de la ligne Strasbourg - Offenbourg.

### Création d'un réseau maillé

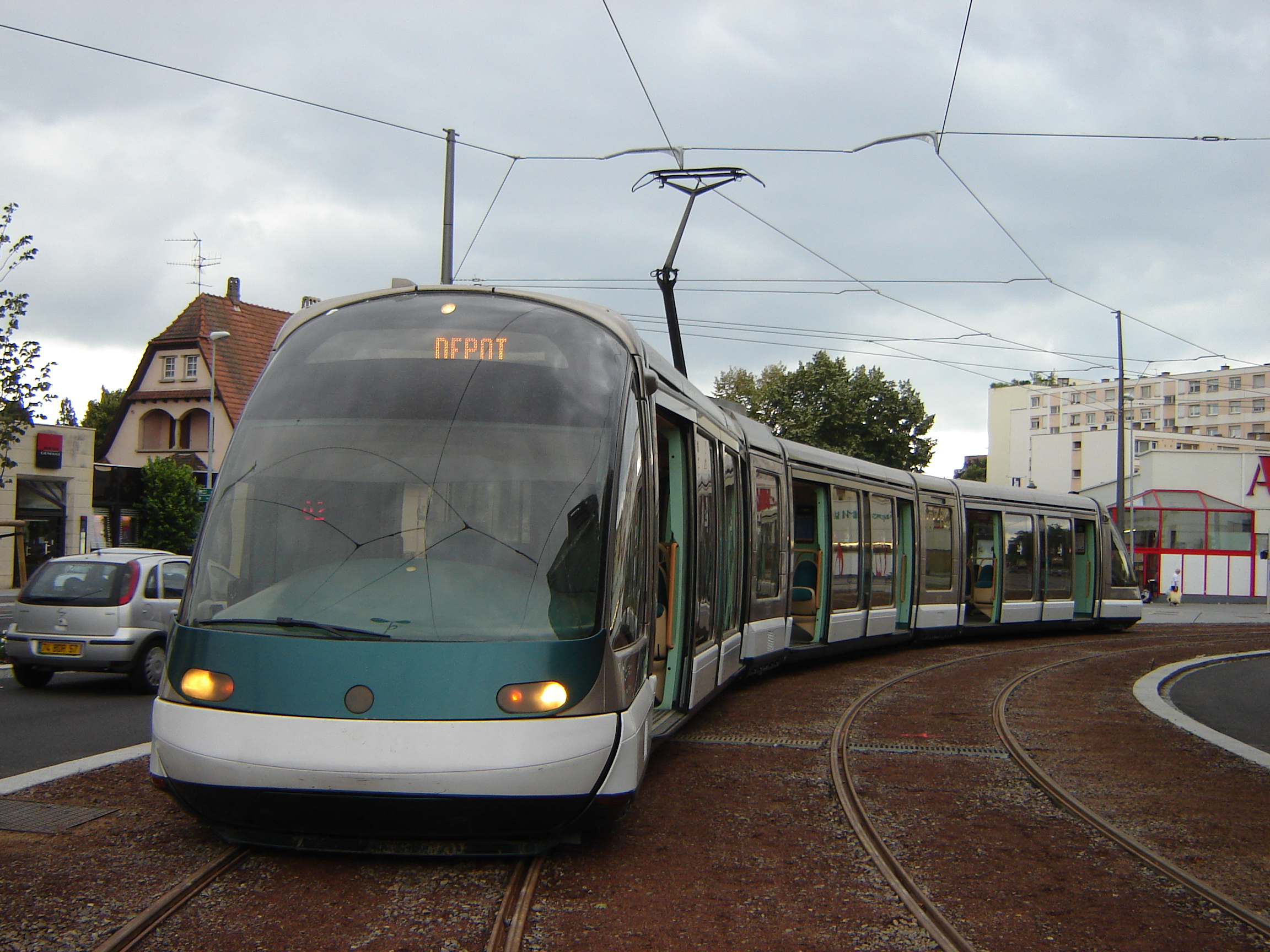
Eurotram en essai à Jean Jaurès durant l’été 2007.

Aucun changement majeur ne se produira avant 2007. C'est en effet en 2007 et 2008 qu'est réalisée une nouvelle vague d'extensions. Cette dernière aurait dû être achevée en 2006, mais plusieurs associations et trois particuliers (dont deux élus verts) ayant déposé des recours, les travaux ont pris du retard.

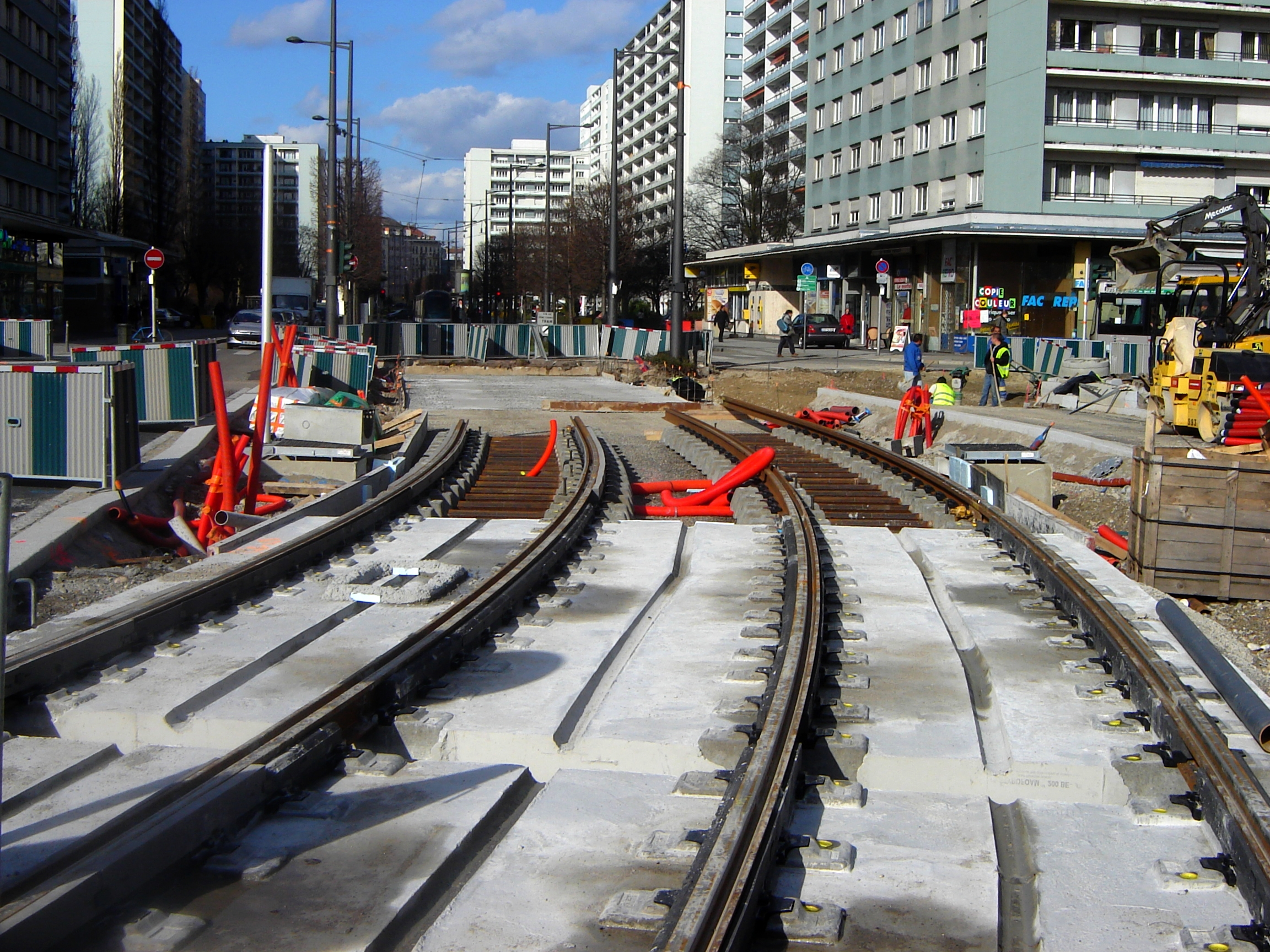
Chantier de l'extension de la ligne C à l'Esplanade, en 2006.

Le 25 août 2007, intervient l'extension des lignes C et D ainsi que la création de la ligne E. La ligne D est prolongée de la station Étoile Polygone jusqu'à son nouveau terminus Aristide Briand, tandis que la ligne C est prolongée de 4,8 km depuis la station Esplanade jusqu'au cœur du Neuhof, auparavant enclavé dans le sud de Strasbourg. Ces deux lignes partagent le même tronçon sur 600 m entre les stations Landsberg et Jean Jaurès. Ces prolongements créent un nouvel axe nord-sud desservant la partie est du centre-ville. La ligne E introduit un changement majeur dans le réseau puisqu'il s'agit de la première ligne tangentielle. Elle emprunte un tronçon commun avec les autres lignes entre Wacken et Baggersee et a entre autres pour objectif de diminuer le trafic de correspondance à la station Homme de Fer, station qu'elle évite.
Cette ligne est prolongée sur 1,5 kilomètre de Wacken à Robertsau Boecklin le 23 novembre 2007, permettant ainsi une desserte des bâtiments du quartier européen, dont le bâtiment du Parlement européen.
La ligne B est étendue par deux fois en 2008. Sa première extension part d'Elsau, jusqu'à Ostwald Hôtel de Ville le 30 janvier 2008 puis, le 22 mai 2008, cette phase de restructuration se conclut avec l'extension d'Ostwald jusqu'à Lingolsheim Tiergaertel pour un total de 4,9 km.
La troisième phase d'extension du réseau, avec une première ouverture de section en 2007, s'achève en mai 2008, et permet la création de 13,5 km de voies et de 18 km de lignes commerciales.
Ces prolongements ont permis de transformer un réseau en forme de croix dont le centre était la station Homme de Fer en un réseau maillé, avec des tronçons parcourus par deux lignes dans le centre-ville, multipliant les possibilités de correspondance et les relations directes, et permettant d'augmenter les fréquences au cœur de l'agglomération,. Cette conception est proche de celle en vigueur dans les réseaux allemands et suisses.
Sur des sections considérables, le réseau actuel reprend des lignes de l'ancien réseau : Porte de l'hôpital - Campus d'Illkirch(ligne A) ; Étoile Polygone - Aristide Briand(ligne D) ; 
Gravière - Neuhof Rudolphe Reuss
 (ligne C) ; Montagne Verte - Homme de Fer - 
Gallia
 (ligne F) ; place de Bordeaux - Wacken et Droits de l'Homme - Robertsau Boecklin (ligne E) ; 
Gare centrale
- pont de Saverne (ligne C) et pont de Saverne - Homme de Fer (ligne A), soit 14,4 km environ au total. La station Homme de Fer n'existait pas sur l'ancien réseau : il y avait une station à proximité dans la rue de la Haute Montée, traversée par les actuelles lignes B, C et F, alors que la place Kléber était le point de rencontre de la plupart des lignes. La place de la République et la place du Polygone étaient déjà des points nodaux de l'ancien réseau. La traversée nord-sud du centre-ville se faisait par la rue des Grandes Arcades et la rue du Vieux Marché aux Poissons : à cette différence près, la ligne A au sud de la place de l’Homme de Fer est reconstitution de l'ancienne ligne 6/16 supprimée le 1er janvier 1960.

### Réorganisation du réseau

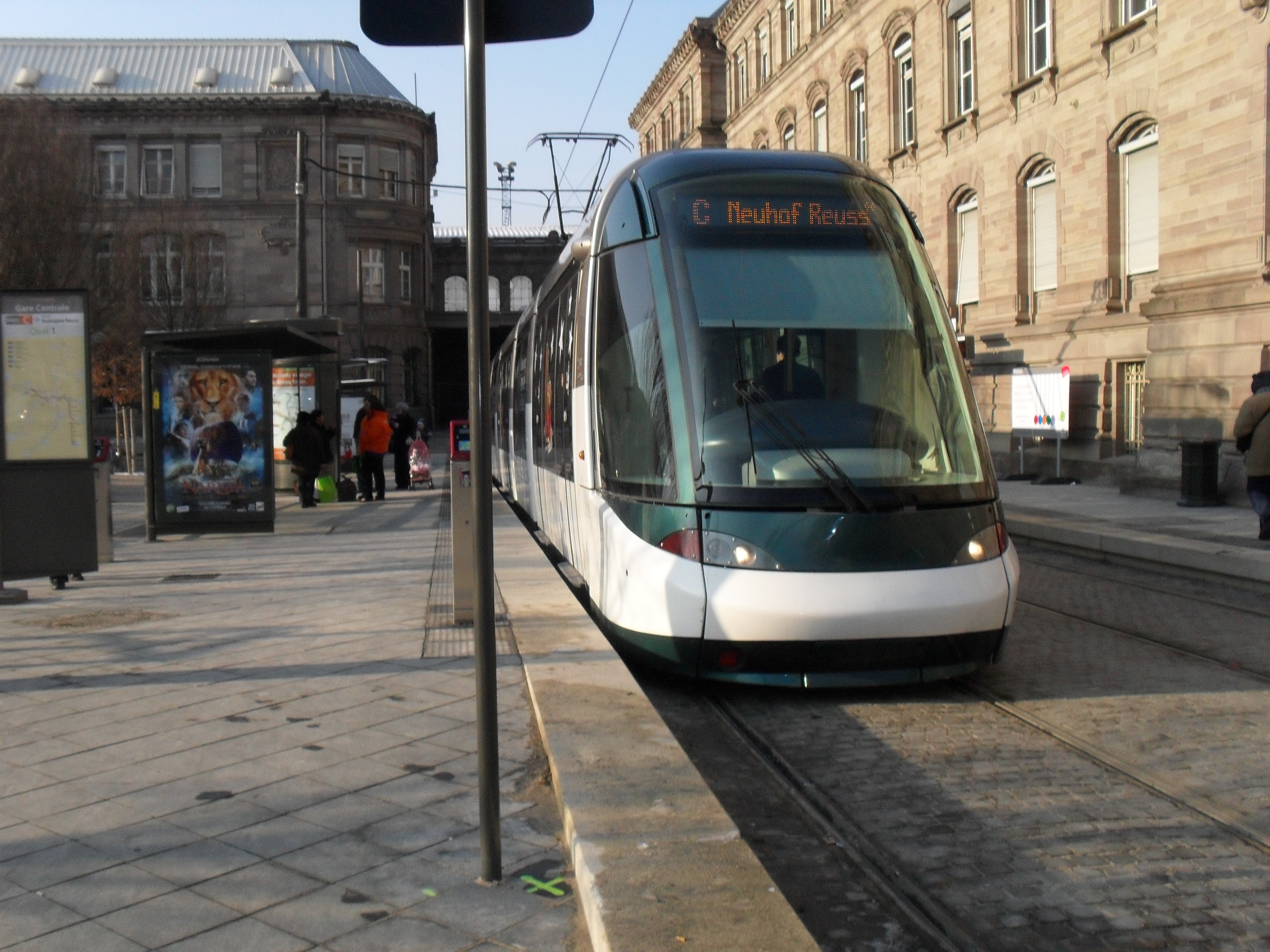
Une rame Citadis à la station Gare Centrale, terminus de la ligne C.

En 2010, une petite réorganisation du réseau a lieu à la suite de la mise en service de deux nouvelles sections : Gare Centrale - Homme de Fer via le Faubourg de Saverne, et Observatoire - Place d'Islande. Ce tracé devait préfigurer la future ligne envisagée à l'époque de Tram-train Strasbourg - Bruche - Piémont des Vosges. C'est le 27 novembre 2010 qu'est inauguré ce nouveau réseau avec la ligne C qui abandonne la portion Homme de Fer - Elsau au profit de la portion Homme de Fer - faubourg de Saverne - Gare centrale,. Ce n'est que le lendemain que la ligne F sera mise en service en raison d'un mouvement social. Cette nouvelle ligne effectue le trajet Elsau à Place d'Islande, reprenant par la même occasion la portion Homme de Fer - Elsau abandonnée la veille par la ligne C,.
Le projet est finalement abandonné en 2013 en raison du cout, jugé trop important, de la création d'un tunnel sous la gare de Strasbourg-Ville permettant de relier le réseau de la CTS au réseau ferré national.
En 2013, le Conseil de Communauté propose la création d'une nouvelle ligne de tramway entre Vendenheim et Wolfisheim, après avoir envisagé la technologie du tramway sur pneumatiques en 2011. Une enquête publique se déroule en 2013 sur la base de cet avant-projet. Les travaux devaient être engagés en 2014 mais à la suite d'arbitrages budgétaires, le projet est reporté. au début des années 2020, ce projet est remis sur la table, mais en tant que tram fer classique: les travaux sur ce projet ont commencé en 2024.

### Nouvelles extensions et ligne transfrontalière

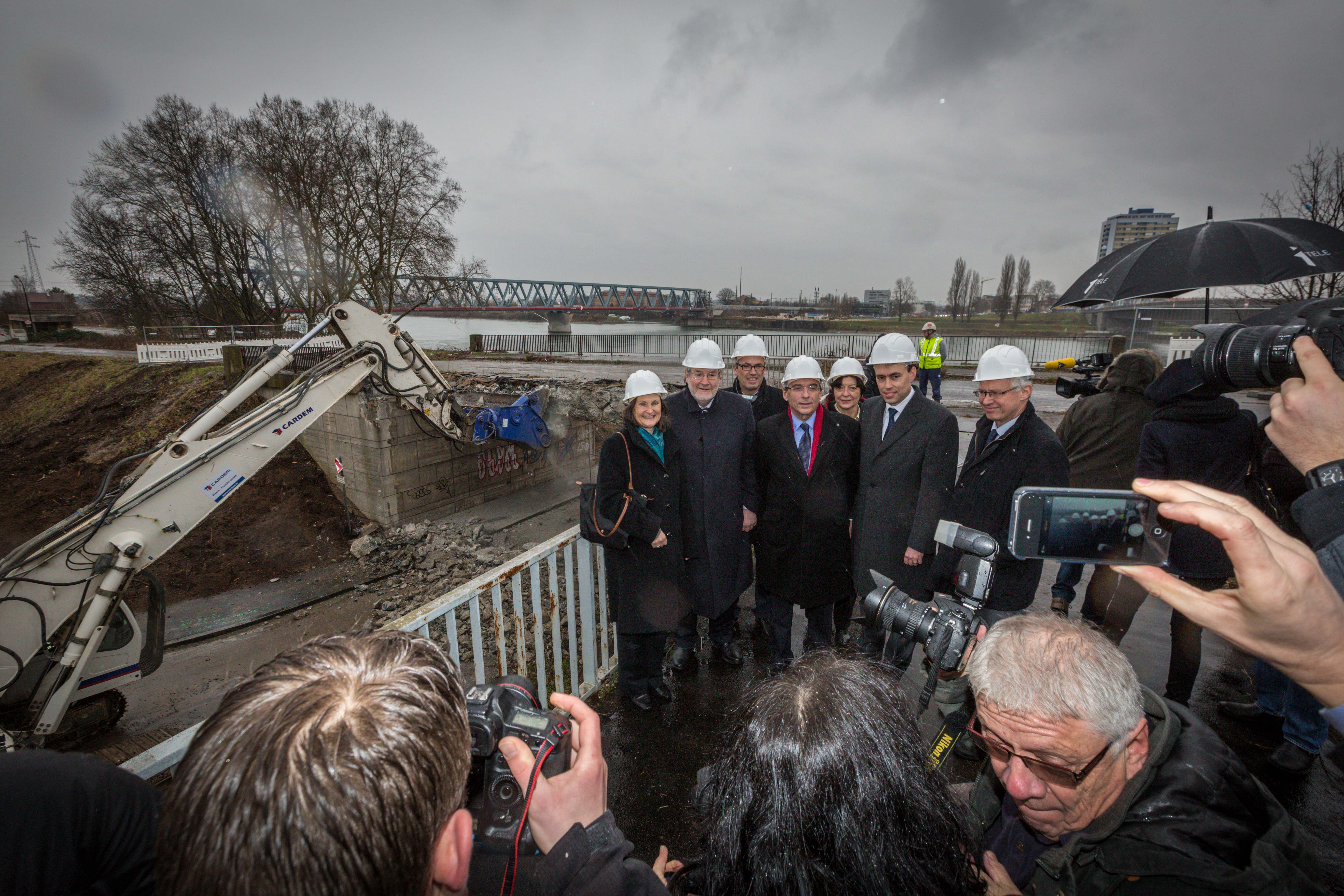
Lancement des travaux d’extension de la ligne D du tramway vers Kehl, le 26 février 2014.

Fin novembre 2013, les extensions Nord des lignes A et D sont inaugurées, le même jour que la première ligne de BHNS de Strasbourg, désignée ligne G. La ligne A rejoint la station Parc des Sports à partir de la station Hautepierre Maillon, renommée Cervantès,. La desserte d'Oberhausbergen Sud, initialement prévue par cette extension, est reportée. La ligne D poursuit son parcours jusqu'à Dante, où elle se débranche de la ligne A en direction du quartier des Poteries avec un terminus au bout de l'avenue François-Mitterrand.

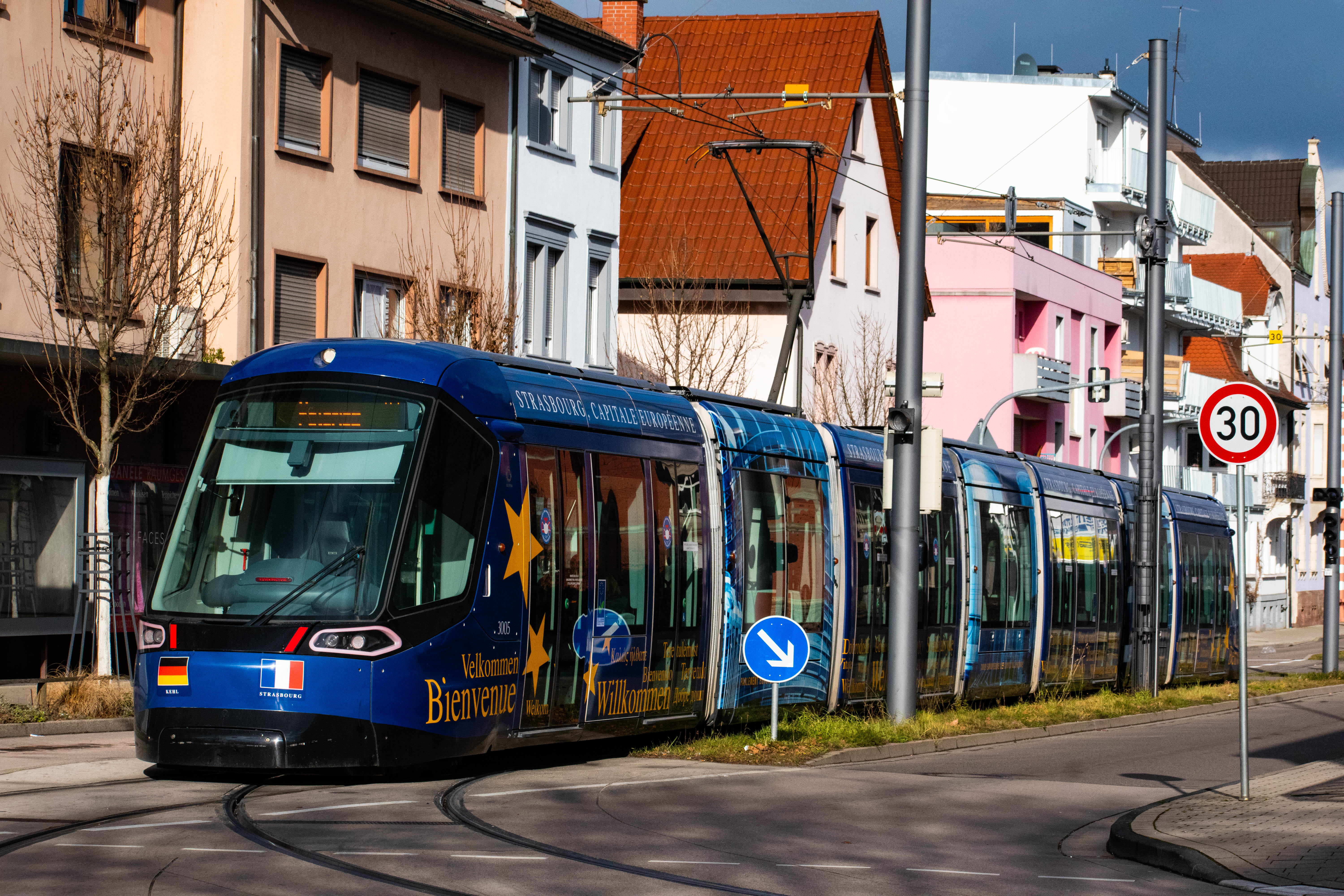
Rame Citadis dans la ville de Kehl, en Allemagne.

Le 26 février 2014, le chantier de l’extension transfrontalière de la ligne D vers la ville de Kehl est lancé, pour un coût de 105 millions d'euros — avec une importante participation des autorités allemandes, avec un total de six nouvelles stations. Le 3 février 2017, une rame d'essais franchit le nouveau pont sur le Rhin. Il s'agit du premier tramway à rejoindre Kehl depuis 1944. L'extension de la ligne D jusqu'à la gare de Kehl est inaugurée le 28 avril 2017, faisant ainsi du tramway de Strasbourg le seul réseau français à sortir du territoire national. Le 23 novembre 2018, la ligne est prolongée jusqu'à la mairie de Kehl.
Le 23 avril 2016, la ligne A est prolongée de 1,8 km vers le centre d'Illkirch-Graffenstaden, tandis qu'une extension de service de la ligne E lui permet d'atteindre le Campus d'Illkirch.
La ligne E se voit ajouter 1,4 kilomètre supplémentaire et trois stations, la menant au cœur du quartier de la Robertsau au niveau du centre socio-culturel l'Escale. Cette extension, d'un coût de 19,4 millions d'euros, est mise en service le 17 juin 2019.
Fin 2015, la métropole décide de relancer le projet en desservant prioritairement le quartier Koenigshoffen. Pour cela, il a été décidé de débrancher le réseau depuis Faubourg National et d'atteindre l'allée des Comtes par le biais de trois stations, via la ligne F. Le coût est évalué à 38 millions, avec une mise en service en août 2020.
En mars 2023, la ligne D s'est étoffée d'une nouvelle station Starcoop, dans le quartier du Port du Rhin.

### Principaux accidents

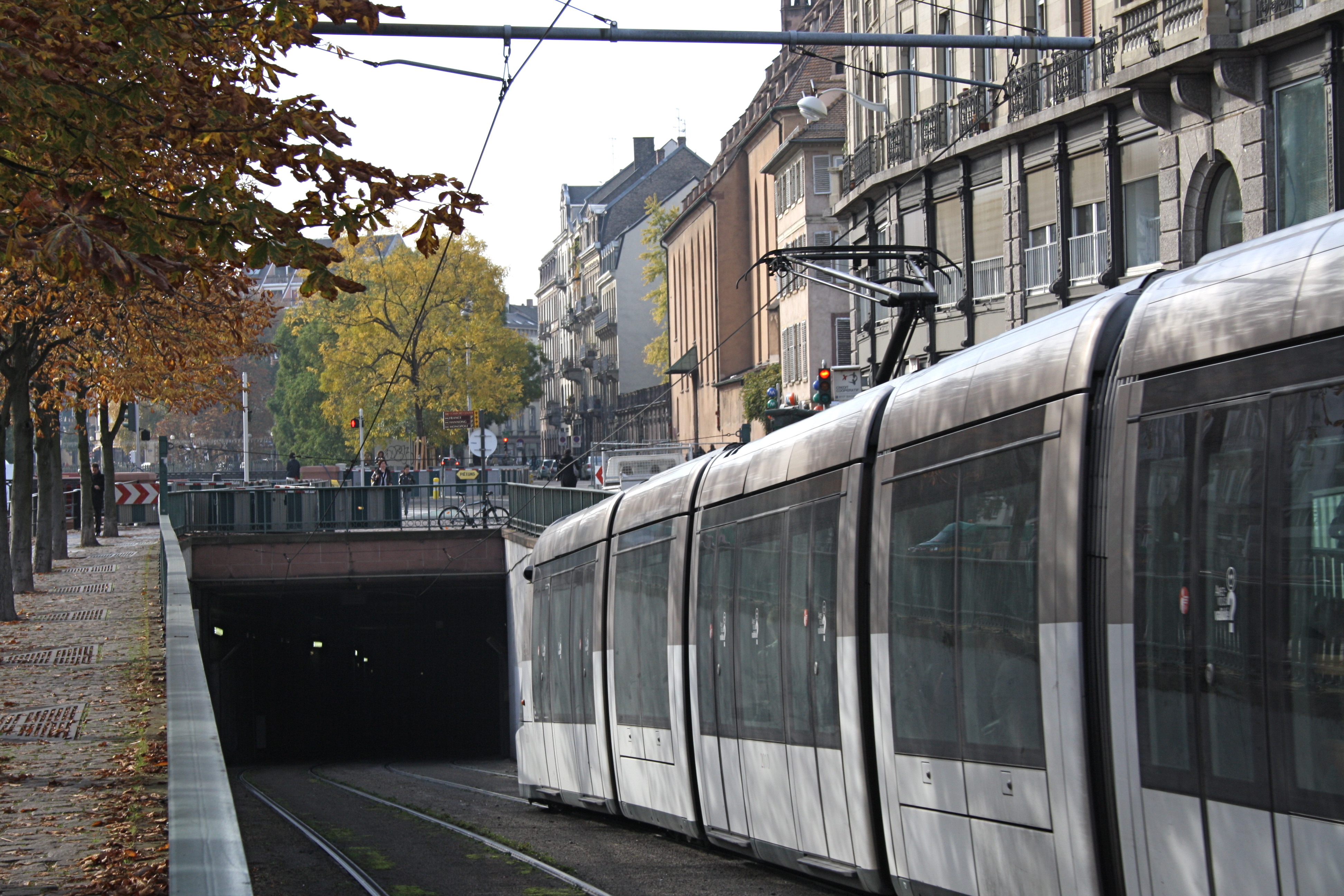
Entrée du tunnel descendant vers Gare Centrale, vue du côté de la station Ancienne Synagogue Les Halles.

Le 28 octobre 1998 à 11 h, près de la station souterraine Gare Centrale, le rattrapage d'une rame (en panne) par une autre (ayant une vitesse excessive), en raison d'un problème de la signalisation, provoque une collision faisant 17 blessés.
Le 11 janvier 2025 vers 15 h 30, le réseau connaît son accident le plus grave depuis sa création en 1994 : deux rames entrent en collision dans la station souterraine Gare Centrale, causant 68 blessés. Cet accident a lieu à la suite de la dérive en arrière de l'une d'entre elles (non équipée d'un système empêchant pareil mouvement, ce qui n'avait pas empêché l'homologation de la rame car il n'existait pas lors de sa construction), qui venait de s'arrêter dans la rampe vers Ancienne Synagogue Les Halles (en raison d'une manifestation interrompant le trafic depuis le secteur d'Homme de Fer),.

## Le réseau actuel

### Aperçu général
Le réseau de tramway strasbourgeois est exploité par la Compagnie des transports strasbourgeois. Il est composé de six lignes qui desservent la commune de Strasbourg ainsi que celles de Bischheim, Hœnheim, Illkirch-Graffenstaden, Kehl (Allemagne), Lingolsheim, Ostwald et Schiltigheim, soit huit communes. Ce réseau comporte 49,085 km de lignes physiques pour 68,3 kilomètres de lignes commerciales et 87 stations. Dans le centre-ville, la principale station Homme de Fer (à proximité de la place Kléber) voit cinq des six lignes se croiser. Les tramways bénéficient d'un système de priorité aux carrefours comportant des feux.
| Ligne | Terminus                                                   | Longueur [km] | Temps de parcours [min] | Vitesse commerciale [km/h] | Service assuré |
| ----- | ---------------------------------------------------------- | ------------- | ----------------------- | -------------------------- | --- |
| A     | Parc des Sports ↔ Graffenstaden                            | 14,8          | 45                      | 20,8 - 22,5                | Du lundi au samedi, de 4 h 30 à 0 h 30 environ. Les dimanches et jours fériés, de 5 h 30 à 0 h 30 environ. Aucun service le 1er mai. |
| B     | Hœnheim Gare ↔ Lingolsheim Tiergaertel                     | 14,8          | 44-46                   | 19,4 - 20,3                | Du lundi au samedi, de 4 h 30 à 0 h 30 environ. Les dimanches et jours fériés, de 5 h 30 à 0 h 30 environ. Aucun service le 1er mai. |
| C     | Gare centrale ↔ Neuhof Rodolphe Reuss                      | 8,1           | 28-31                   | 15,7 - 17,4                | Du lundi au samedi, de 4 h 30 à 0 h 30 environ. Les dimanches et jours fériés, de 5 h 30 à 0 h 30 environ. Aucun service le 1er mai. |
| D     | Poteries ↔ Port du Rhin ↔ Kehl Rathaus (une rame sur deux) | 12,3          | 34-36                   | 18,6 - 19,3                | Du lundi au samedi, de 4 h 30 à 0 h 30 environ. Les dimanches et jours fériés, de 5 h 30 à 0 h 30 environ. Aucun service le 1er mai. |
| E     | Robertsau l'Escale ↔ Campus d'Illkirch                     | 13,6          | 39                      | 19,3 - 21,2                | Du lundi au samedi, de 4 h 30 à 0 h 30 environ. Les dimanches et jours fériés, de 5 h 30 à 0 h 30 environ. Aucun service le 1er mai. |
| F     | Comtes ↔ Place d'Islande                                   | 4,9           | 19-21                   | 16,1 - 17,7                | Du lundi au samedi, de 4 h 30 à 0 h 30 environ. Les dimanches et jours fériés, de 5 h 30 à 0 h 30 environ. Aucun service le 1er mai. |

### La desserte

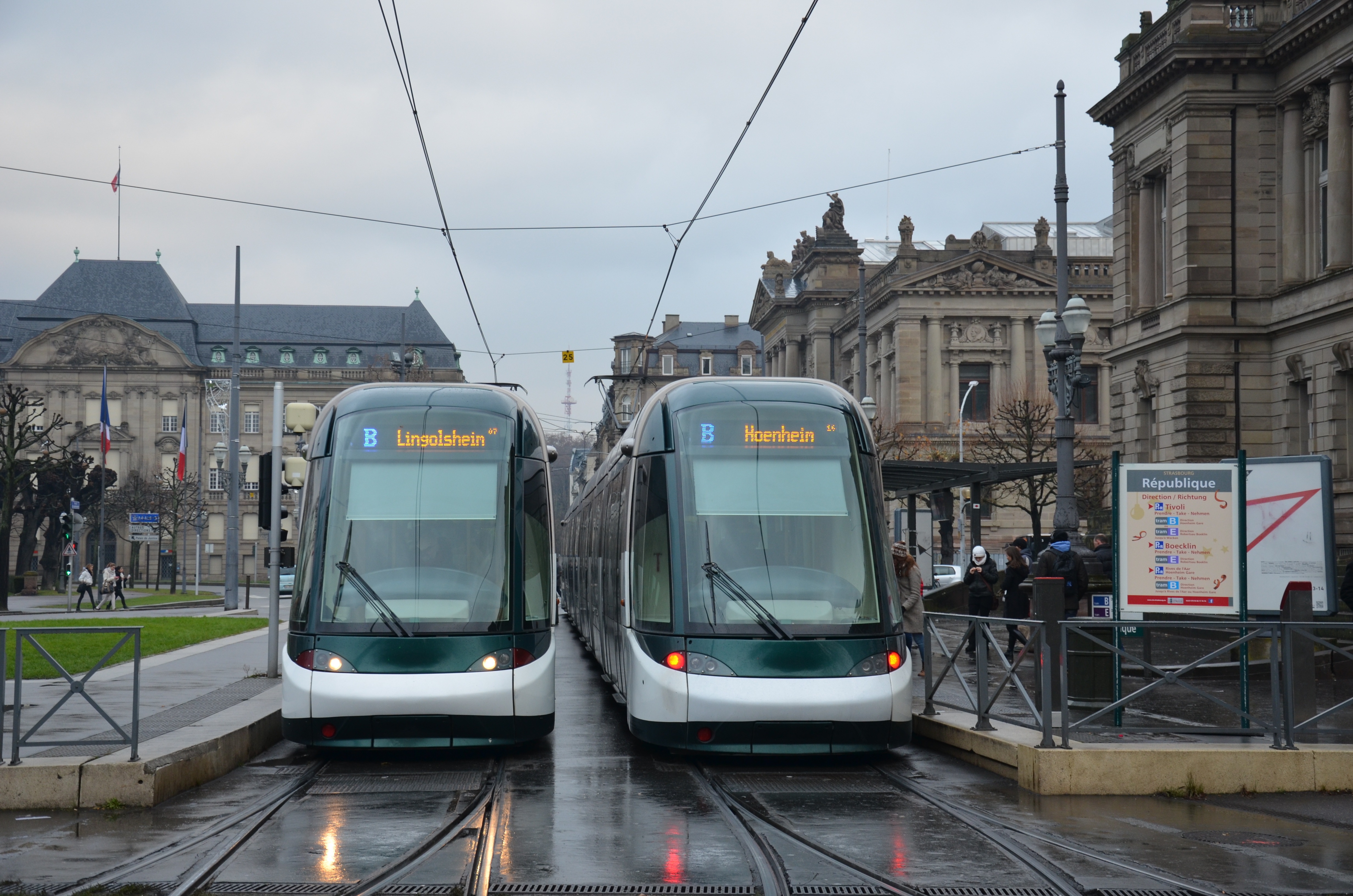
Deux rames Citadis de la ligne B à République.

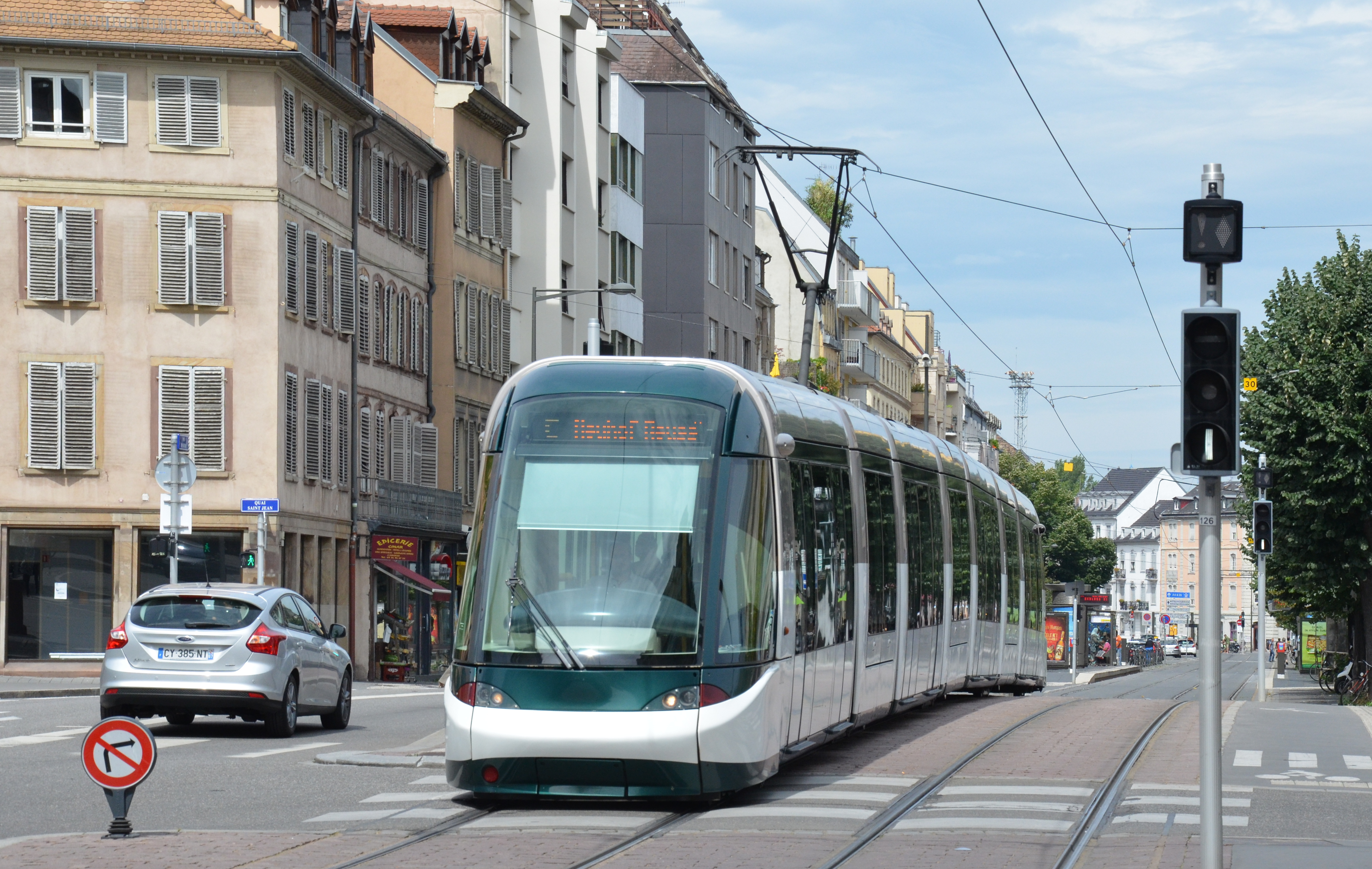
Une rame Citadis de la ligne C sur le pont de Saverne.

L'amplitude de service est identique sur toutes les lignes. Le début de service se fait plus tôt dans le terminus le plus proche du dépôt, entre 4 h 7 et 4 h 34, et plus tard depuis l'autre extrémité de la ligne, entre 4 h 36 et 4 h 57. Les tout premiers services ont leur origine dans des stations intermédiaires proches des trois dépôts, peu après quatre heures (Rotonde pour les lignes A et D, Elsau pour la ligne B, Martin Schongauer pour la ligne B en direction d'Ostwald, Kibitzenau pour la ligne C, Landsberg pour la ligne E et Faubourg National pour la Ligne F avec acheminement à vide depuis Kibitzenau et Elsau pour ces deux dernières). Les dimanches et fêtes, le service débute environ une heure plus tard. La fin du service se fait en revanche à la même heure tous les jours, avec les derniers départs des terminus entre 0 h 2 et 0 h 15, sauf pour la ligne C, dont le dernier départ depuis la gare centrale s'effectue à 0 h 35. En fin de service, les trams sont acheminés à vide depuis les terminus aux dépôts, sans services partiels.

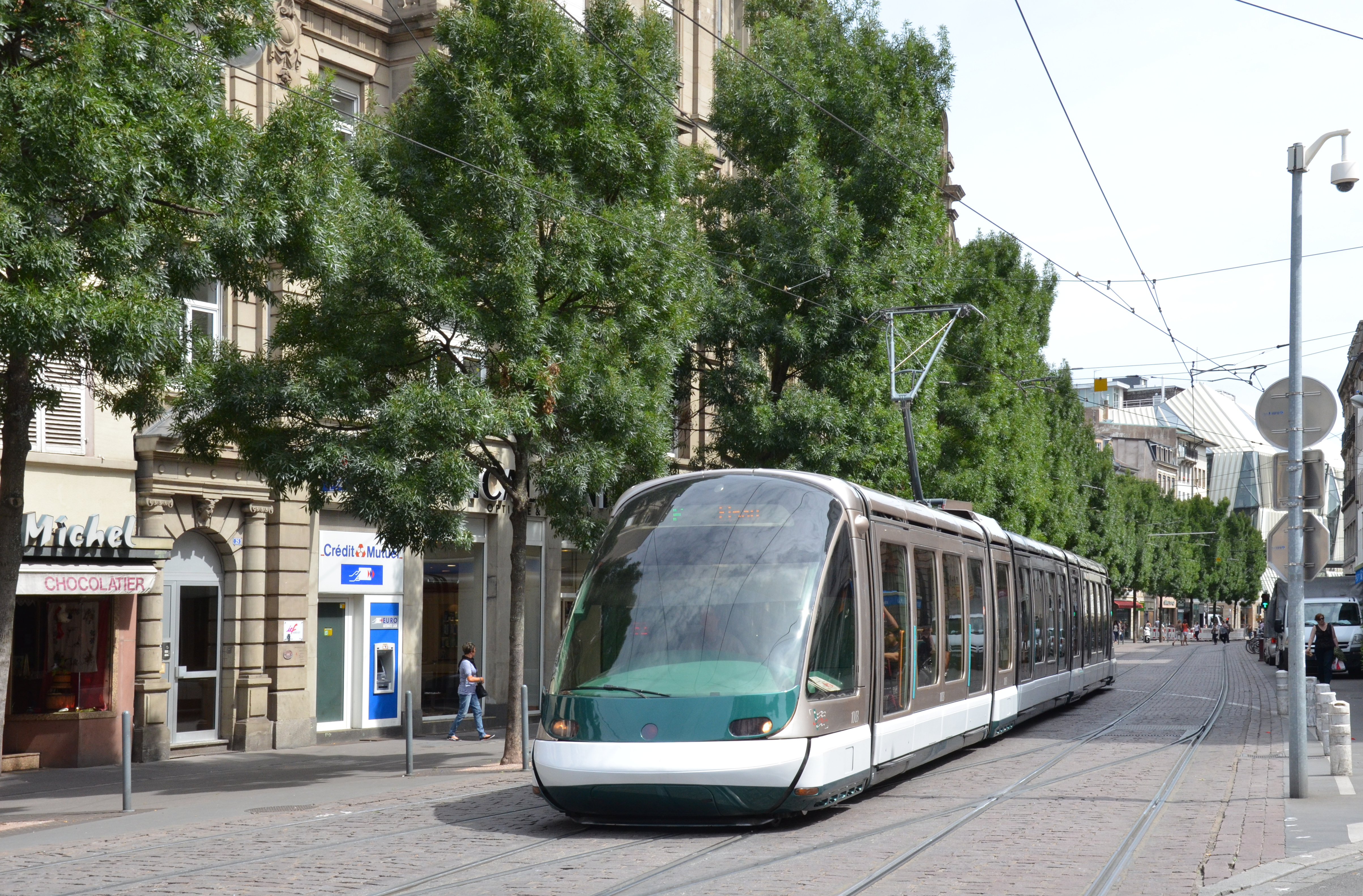
Une rame Eurotram de la ligne F, dans la rue du Vieux-Marché-aux-Vins.

Les fréquences de la desserte sont identiques sur toutes les lignes sauf la F, qui présente une fréquence inférieure. Toutes les lignes connaissent une période de service renforcé qui s’étend respectivement de 7 h à 20 h. Pendant cette période, sur les lignes A, B, C, D et E, un tram circule toutes les 5 à 8 minutes en moyenne du lundi au samedi (10 min pour la Ligne F). Les dimanches et jours fériés un tram circule toutes les 15 min (le matin) puis toutes les 12 minutes (après 12 h 30) sur toutes les lignes.
En dehors de la période de desserte maximale, c'est-à-dire avant 6 heures et après 21 heures environ, les horaires sont cadencés sur toutes les lignes avec une fréquence de 10 ou de 15 minutes sur toutes les lignes. Pendant les vacances scolaires, la desserte de pleine journée est allégée de 25 % environ du lundi au vendredi (sauf pour la ligne F qui conserve sa fréquence de 10 min).
Avec les fréquences décrites, les sections desservies par deux lignes bénéficient en pleine journée d’un tram toutes les 3 minutes du lundi au vendredi, toutes les 3,5 minutes le samedi, et respectivement toutes les 6 minutes et toutes les 7,5 minutes en moyenne les dimanches et fêtes. Les deux sections desservies par trois lignes, Homme de Fer – République (B, C et F) et République – Observatoire (C, E, F) présentent une fréquence exceptionnelle de 26 trams par heure et par sens du lundi au vendredi.
Dans son ensemble, le tramway de Strasbourg affiche une des meilleures fréquences de passage en France pour les agglomérations de plus de 250 000 habitants.
Jusqu'en 2013, la particularité de la desserte strasbourgeoise par rapport à la majorité des autres villes françaises et étrangères était l'absence de distinction entre les horaires des heures de pointe du matin, du soir et partiellement à midi, et des périodes de pleine journée. En matinée notamment, dans d'autres villes, la desserte est habituellement allégée sur la plupart des réseaux : ce n'était pas le cas à Strasbourg. Depuis novembre 2013 (lors du prolongement des lignes A et D), la CTS a légèrement réduit la fréquence des trams (de 6 à 7 minutes) en heure creuse. En heure de pointe, la fréquence de la ligne A est portée à 5 minutes, tandis que les lignes B et C voient des courses de renfort sur les parcours Hœnheim Gare - Elsau et Gare Centrale - Place d'Islande.
La CTS ne met pas en place un réseau de soirée différent du réseau de journée, les itinéraires des autobus en correspondance ne subissant que des modifications mineures en soirée. Les horaires des trams et des bus sont coordonnées afin de garantir la correspondance malgré la fréquence réduite. De début juillet à fin août, la CTS applique cependant un horaire d'été avec des fréquences moindres. Les horaires détaillés ne sont pas publiés, les fiches horaires ne reprenant que les principaux arrêts. Enfin, la durée des trajets n'est pas strictement identique pour tous les services, la variation entre les temps de parcours allant jusqu'à trois minutes voire plus pour la ligne A, sans rapport avec les périodes de la journée. La vitesse commerciale moyenne du réseau de tramways strasbourgeois a été de 19 km/h en 2010.

### Conception et réalisation

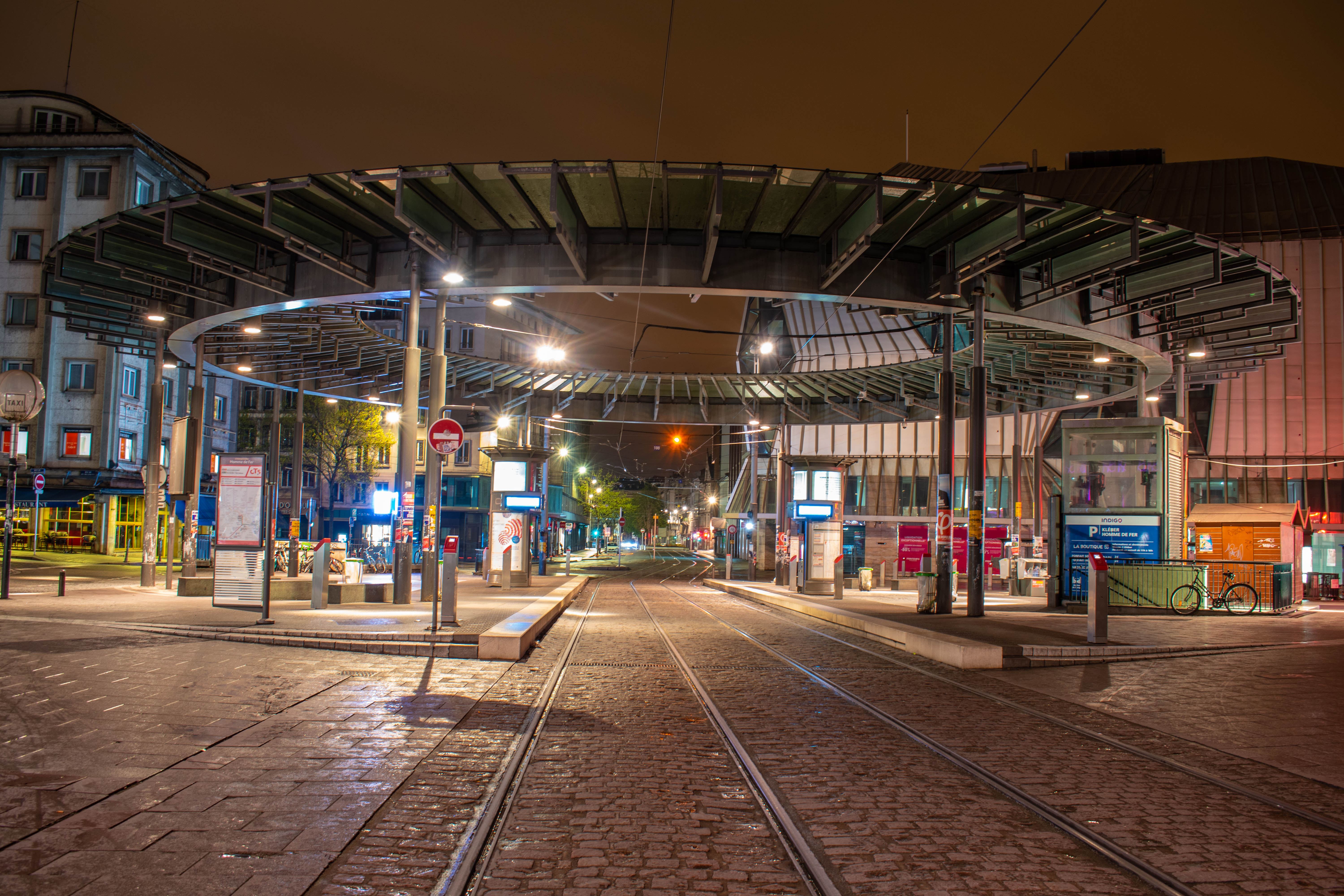
La station Homme de Fer et sa coupole circulaire, principal point de correspondances du réseau.

La mise en place du réseau de tramway s'est également accompagnée d'une réorganisation complète de l'urbanisme de l'agglomération. La même démarche avait été retenue lors de la mise en place du réseau de tramway de Grenoble en 1987, avec des résultats probants. La construction des lignes de tramway dans la vieille ville a permis de repousser la circulation automobile hors du centre-ville. La place Kléber, qui voyait passer jusque-là 50 000 véhicules par jour, est désormais réservée aux piétons. Le nombre de places de stationnement dans le centre-ville a été fortement réduit au profit de neuf parcs relais situés dans les quartiers périphériques et totalisant 4 500 places environ. Alors que neuf lignes de bus desservaient encore le centre historique en 2000, il ne reste en 2022 que les lignes L3, L6, 4, 14 et 24. Les autres lignes rabattent désormais le trafic vers le réseau de tramway, les principales stations de correspondance entre bus et tram étant République sur les lignes B, C, E et F, Rotonde et Les Halles sur les lignes A et D, Baggersee sur les lignes A et E, ainsi que Montagne Verte sur la ligne B.
Une attention particulière a été apportée à l'intégration du tramway dans la ville, laquelle a désigné un architecte pour prendre en charge ce sujet. Le nombre de voies réservées à la circulation automobile a été réduit sur un grand nombre d'axes afin de laisser la place aux sites propres du tramway. Ainsi, dans le quartier de l'université, le boulevard de la Victoire était auparavant une avenue à quatre voies avec un terre-plein central planté d'arbres qui servait de parc de stationnement : le nombre de voies a été réduit à deux pour laisser passer le tramway et le terre-plein central est désormais réservé à la circulation piétonnière et cycliste.
Ces mesures ont été appliquées non seulement en centre-ville, mais également dans les quartiers périphériques. À Hautepierre, quartier résidentiel construit dans les années 1970, les larges avenues ont été réduites au profit du tramway et des piétons. Le terminus Hœnheim gare et le parc relais adjacent, dessinés par l'architecte Zaha Hadid, ont été récompensés en 2003 par le prix de l'Union européenne pour l'architecture contemporaine Mies-van-der-Rohe. Sur un tiers du réseau, en particulier dans les banlieues, la voie est engazonnée.

### Les stations

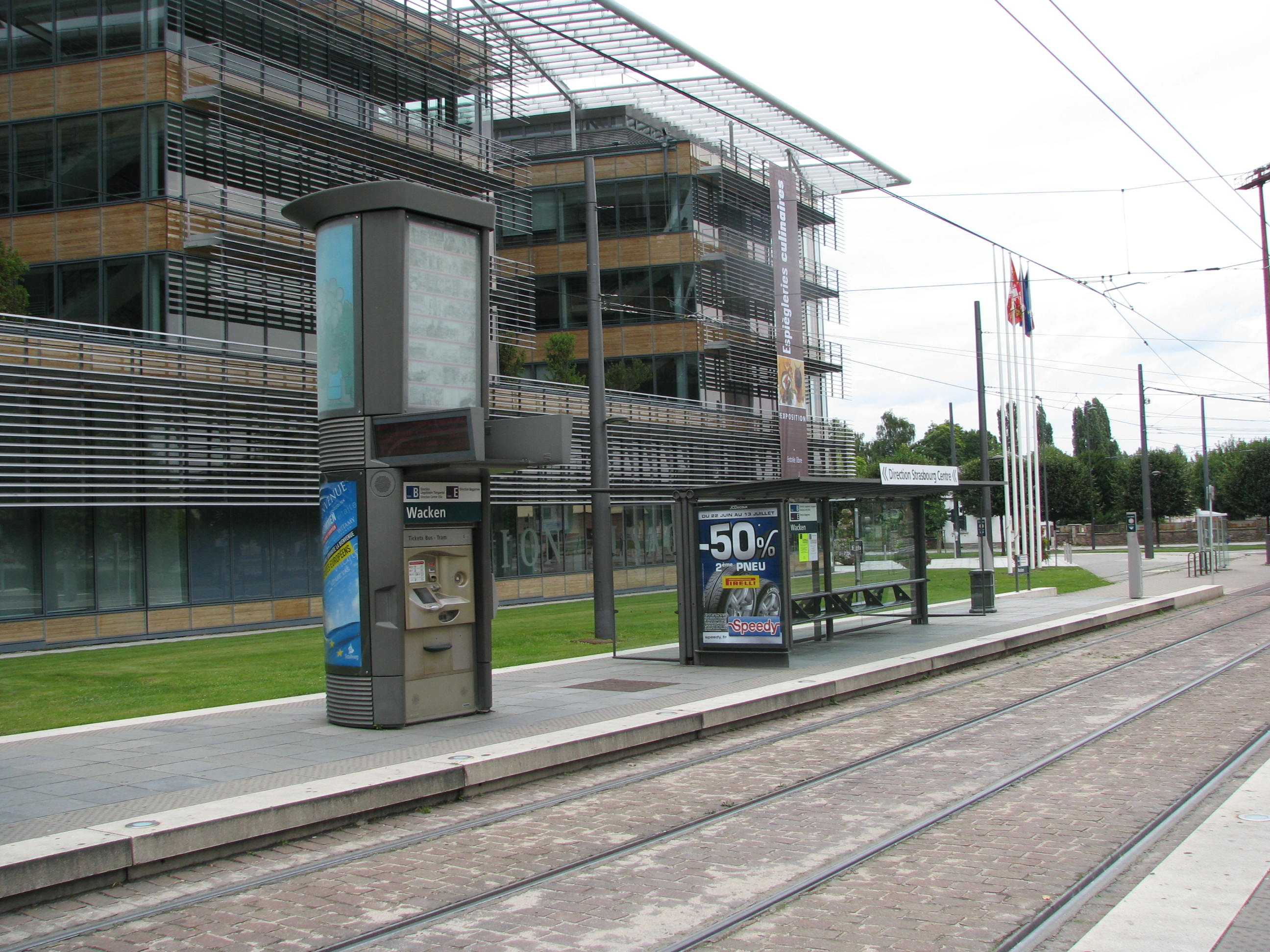
Exemple de colonne et d'abri, ici à la station Wacken.

Les stations du tramway sont équipées d'abribus, de valideurs, d'un ou deux distributeurs automatiques et, à l'origine, de colonnes conçues par le designer Jean-Michel Wilmotte, supportant des écrans affichant les temps d'attente. Le long des lignes A et D, les colonnes affichent des textes du mouvement littéraire de l’Oulipo (ouvroir de littérature potentielle). Le texte est constitué de calembours et allusions à la désignation des stations. Certaines stations affichent sur ces mêmes colonnes, des bandes dessinées humoristiques du dessinateur Alain Séchas,. Sur la colonne étaient disposées des informations sur le réseau (plan du réseau, horaires théoriques de passage, plan du secteur, etc.). Le distributeur automatique est également présent au sein de la colonne lorsqu'elle est présente, et permet de charger sa carte d'abonnement ou d'acheter des titres de transports. En l'absence de colonne, le distributeur est situé sous un abribus.
À partir de 2010, des changements dans l'aménagement des stations sont effectués : les principales informations sont déplacées sous les abris et non plus sur les colonnes afin d'éviter aux voyageurs de subir d'éventuelles intempéries. Les quais sont également équipés d'un totem à ses extrémités, affichant les lignes et directions desservant le quai, ainsi qu'un plan du réseau, un plan de secteur et les correspondances à proximité. Le réseau est entièrement traité dès la fin 2013.
Les quais ont généralement une longueur d'environ 45 mètres et comportent des rampes pour l'accessibilité aux personnes handicapées. Les quais de la ligne A ont été construits hauts de 245 mm, insuffisant pour la hauteur du plancher des tramway. Tous les autres quais construits ensuite sont hauts de 305 mm et, entre 2005 et 2018, les quais trop bas ont été rehaussés dans le cadre de la loi Handicap de 2005.
La station Krimmeri - Stade de la Meinau a été redécorée en juillet 2018 aux couleurs du Racing Club de Strasbourg Alsace dans le cadre du renforcement du partenariat entre la CTS et le club strasbourgeois, avec notamment des abris peint en bleu et un vitrage pelliculé avec le logo du club et le slogan, en alsacien, « Jetzt geht's los ! » ce qui se traduit par « ça commence maintenant ! ».
Depuis les prolongements des lignes A et D dans Hautepierre, plus aucun quai construit n'est équipé de colonne, et à partir de 2023, les colonnes présentes sur des quais trop étroits sont retirées. Le distributeur automatique est placé sous un abri dédié, et les plus anciens écrans d'informations voyageurs sont remplacés par un modèle plus récent. Les panneaux publicitaires des abris sont également supprimés lorsqu'ils réduisent trop la largeur du quai et représentent de ce fait un risque pour les usagers circulant sur le quai au cours du déplacement d'un tram.

### La fréquentation
En 2017, avec 70,3 millions de voyages enregistrés, il s'agit du quatrième réseau de tramway de France par sa fréquentation, à égalité avec le réseau nantais (70,6 millions de voyages en 2017). La première place revenant au tramway d'Île-de-France avec 294 millions de voyages (2017), la seconde place au tramway de Bordeaux avec 96,8 millions de voyages en 2017 et la troisième place au tramway lyonnais avec 95 millions de voyages en 2017.
Le tableau ci-dessous présente le nombre annuel de voyages effectués sur le réseau ces dernières années :
| Année                                  | 2011  | 2015 | 2016 | 2017 | 2018 |
| Nombre de voyages annuel (en millions) | 68,21 | 68,2 | 68,6 | 70,3 | 72,3 |

En 2010, le tramway transportait près de 300 000 voyageurs par jour,. Alors que la fréquentation des autobus de la CTS stagnait jusqu'en 1994, la fréquentation du réseau de transports en commun augmente continuellement depuis l'inauguration de la première ligne de tramways en cette année, pour passer de 42,2 millions en 1994 à 93,1 millions en 2008, soit une augmentation de 111 %. La ligne A avait comme objectif 55 000 passagers par jour, mais atteint dès sa première année de circulation 77 000 passagers par jour. Le succès est similaire en 2000, avec le lancement des lignes B et C qui cumulent à elles deux 80 000 voyageurs par jour.
Le tramway assure à lui seul 66 % des déplacements en transports en commun de l'agglomération strasbourgeoise en ne représentant pourtant que 31,5 % des véhicules-kilomètres réalisés par les bus et trams de la CTS. En dépit du remplacement de nombreuses lignes de bus par le tram, le chiffre des kilomètres parcourus par les bus n'a baissé que de 1,4 % depuis 1995, reflet d'une politique d'extension de l'offre de transport même en dehors des zones desservies par le tram. Depuis l'inauguration du tram en 1994, l'offre de transport a en effet augmenté de 86 %. En même temps, le nombre d'automobiles pénétrant dans le centre-ville élargi a diminué de près de 28 %. La dégradation successive de la ponctualité et de la vitesse commerciale sur les deux réseaux risque de poser problème, mais la croissance du nombre annuel de voyages continue pour le moment. Elle a été de 1,6 % de 2009 à 2010, mais aurait été de 3 % si 900 000 voyages n'avaient pas été perdus pour cause de grèves répétées en 2010. Ces grèves ont même fait baisser de 1,1 % par rapport à l'année précédente le nombre de véhicules-kilomètres parcourus.
Dans les déplacements domicile-travail des habitants de la communauté urbaine de Strasbourg, les transports urbains détiennent une part de marché de 21,3 % pour les habitants travaillant dans la commune de résidence, et de 16,5 % pour les habitants travaillant dans une autre commune du Bas-Rhin (les parts de marché pour la voiture particulière sont respectivement de 42,2 % et de 75,7 %). Les habitants de la commune de Strasbourg utilisent un peu plus les transports en commun pour leurs déplacements domicile - travail : à concurrence de 24,6 % s'ils travaillent à Strasbourg même et de 20,5 % s'ils travaillent dans une autre commune du département (pour la voiture, ces parts respectives sont de 40,2 % et de 72,5 %).

## Infrastructure

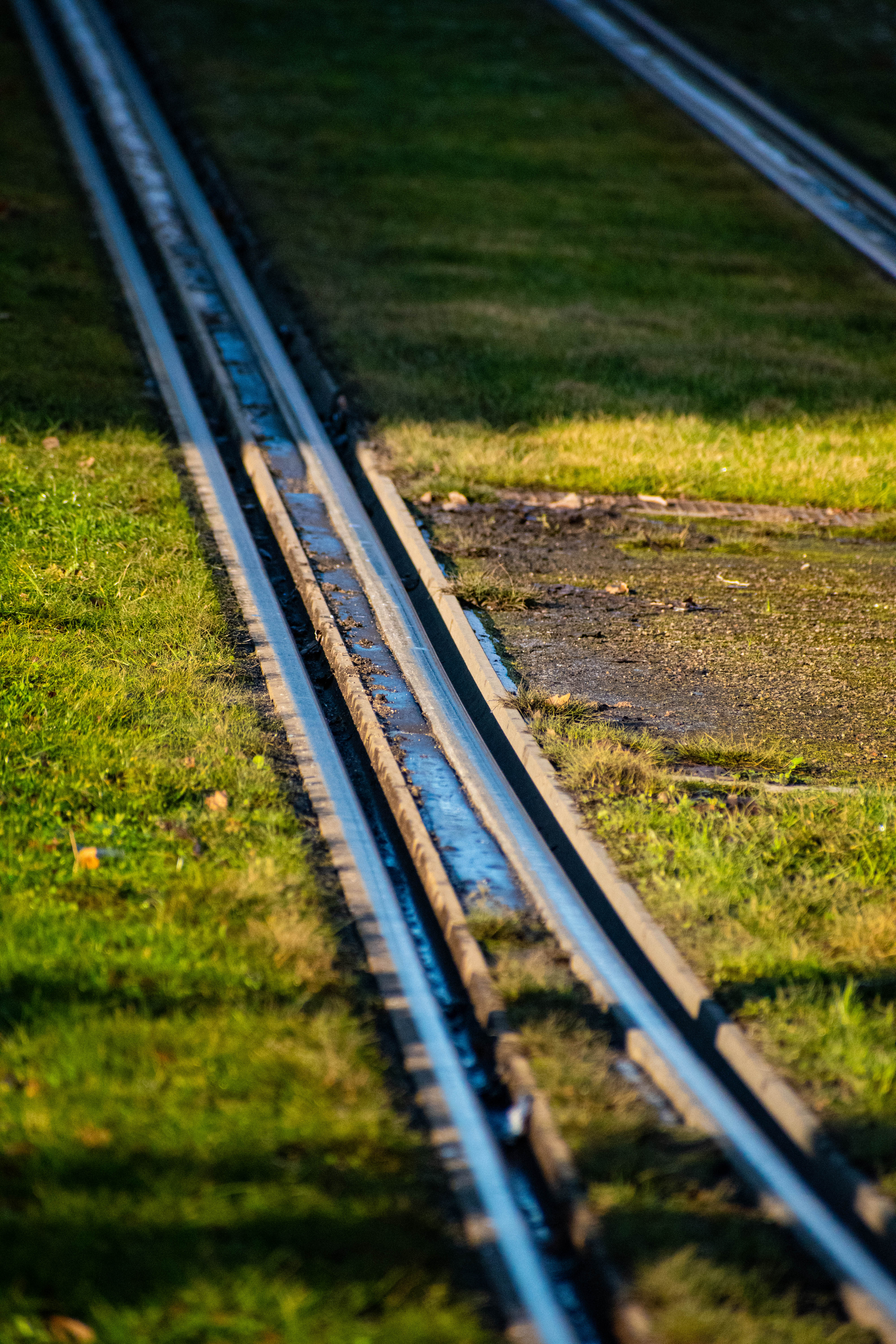
Voie encastrée, entre les stations Porte Blanche et Parc des Romains

Le réseau utilise la voie normale contrairement à l'ancien tramway qui était à voie métrique.
Toutes les lignes du réseau sont à double voie à l'exception de l'extrémité sud de la ligne A (à Illkirch-Graffenstaden), de l'extrémité ouest de la ligne F (à Koenigshoffen), de l'extrémité est de la ligne D (à Kehl) et des raccordements de service qui sont à voie unique.
Sur une petite portion de la route du Polygone (ligne C) et sur le boulevard de Nancy (ligne F), la plateforme du tramway est également empruntée par les autobus.

### Conduite et signalisation

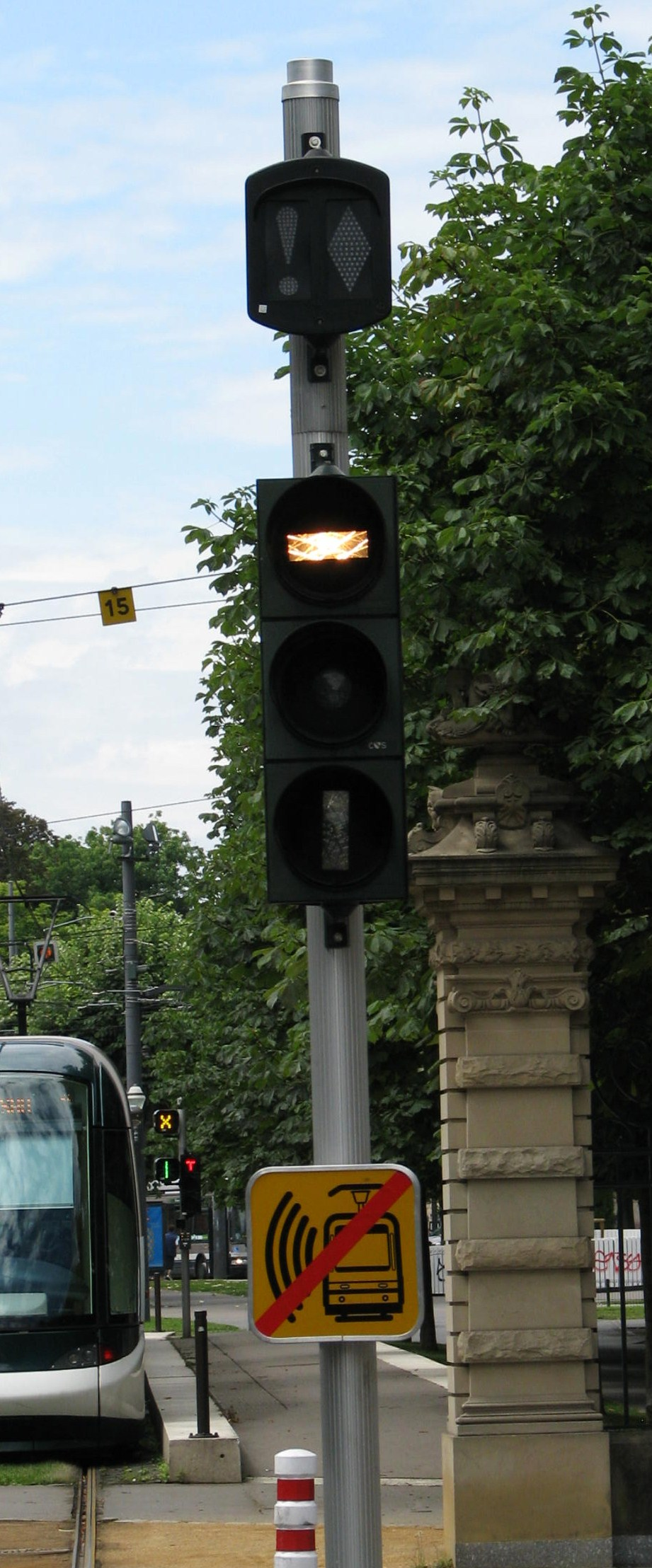
Un feu R17 et son signal additionnel d'aide à la conduite (en haut).

La conduite sur les lignes se fait en « conduite à vue », à l'exception du tunnel sous la gare où un block automatique et un découpage en cantons, inspiré de la signalisation ferroviaire, assure la sécurité et empêche tout rattrapage de rame.
On y trouve que des panneaux de limitation de vitesse, des signaux de protection d'itinéraires et des signaux protégeant le franchissement des carrefours. Pour ces derniers, la voirie est équipée de signaux tricolores classiques de type R11 tandis que la ligne est équipée de signaux de type R17 associés à la signalisation routière.
Sur un fond noir, une barre horizontale de couleur blanche signale l'arrêt, un rond blanc annonce un signal d'arrêt et une barre verticale blanche la voie libre. Une signalisation d'aide à l'exploitation complète ces signaux, un losange lumineux bleu signalant la prise en charge de la demande de priorité au carrefour, un point d'exclamation orange indique un changement d'aspect imminent. Ces couleurs sont inversées à Strasbourg comparé aux autres réseaux français.
Ce système normalisé, en place depuis novembre 2004, a remplacé l'ancienne signalisation spécifique au réseau strasbourgeois en place depuis 1994 et qui était constituée, de haut en bas : d'un triangle blanc clignotant pointant vers le bas indiquant la prise en compte de la rame à l'approche d'un signal fermé, de deux barres blanches horizontales signalant l'arrêt (arrêt absolu quand les deux sont allumées) et d'une barre blanche verticale annonçant la voie libre. À l'ouverture du signal, en plus du triangle clignotant, la barre horizontale supérieure s'éteint, puis celle du milieu s'éteint à son tour et laisse place à la barre verticale du bas. À la fermeture du signal le cycle est le suivant : barre verticale, puis barre horizontale du milieu puis les deux barres horizontales.
Les indicateurs de position d'aiguille se situent où se trouvent les appareils de voies (aiguillages). Une barre horizontale rouge indique l'arrêt, tandis qu'une barre verticale verte autorise le passage sur l'aiguille en position normale. Enfin, une barre oblique jaune orientée à droite ou à gauche selon le lieu autorise le passage, mais l'aiguille est en position déviée et la rame va alors changer de voie. Ces signaux sont complétés par les tableaux de confirmation d'itinéraire indiquant au conducteur une confirmation de sa demande d'itinéraire dévié par une flèche orange orientée selon la direction. En l'absence de demande d'itinéraire dévié, une croix de Saint-André de la même couleur est affichée. Ils sont complétés par des feux bi ou tricolores où chaque aspect est constitué d'un "T" reprenant la couleur d'un feu R11 et sont aussi implantés aux aiguilles
Les panneaux indicateurs de vitesse se présentent quant à eux comme des panneaux carrés avec des chiffres noirs sur fond jaune, où le chiffre indique la vitesse limite à ne pas dépasser jusqu'au prochain signal rencontré.
Enfin, les indicateurs de coupure de courant sont implantés en amont de chaque secteur d'alimentation de la ligne aérienne de contact (LAC).

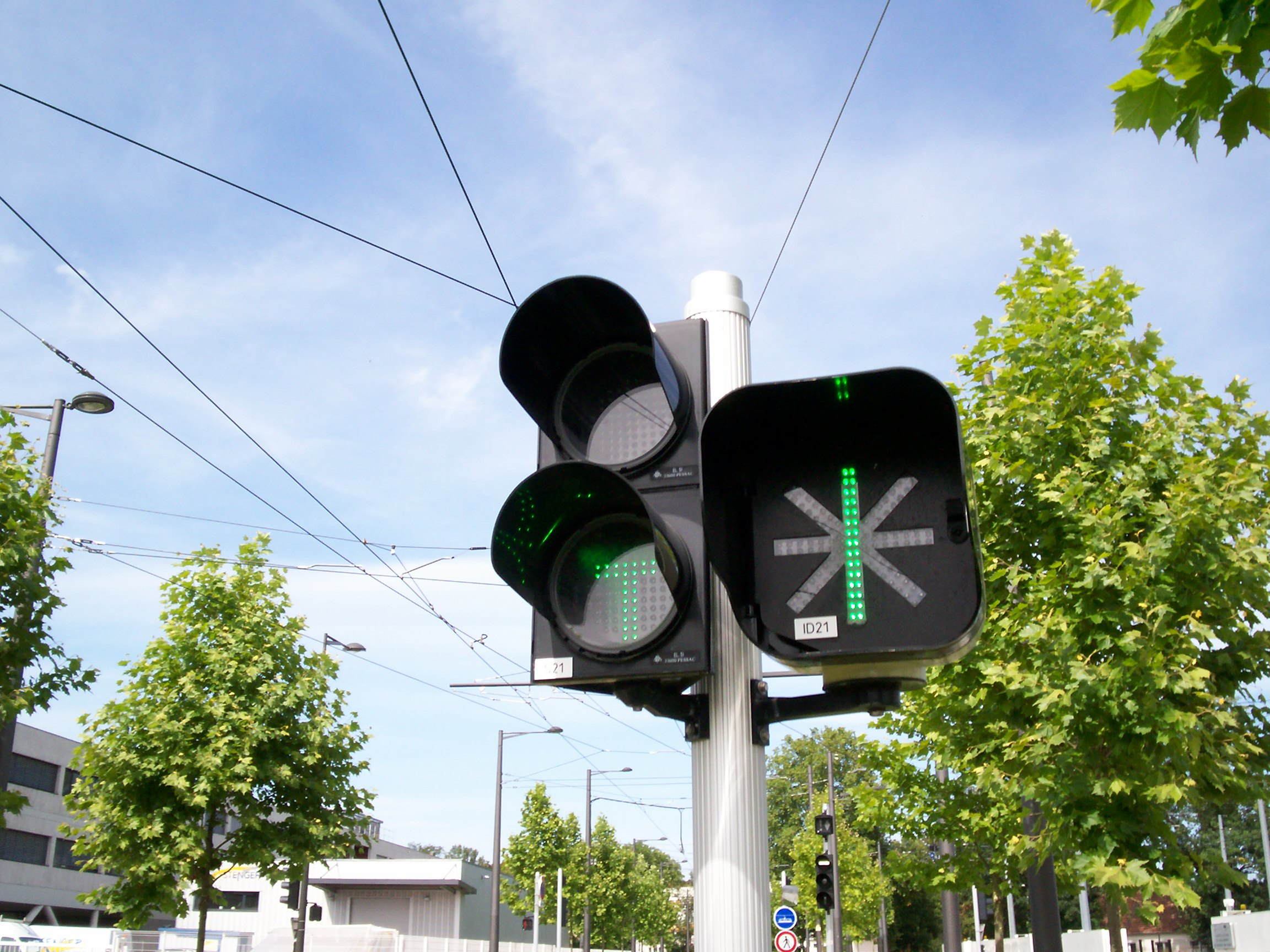
Un signal bicolore « T » (à gauche) et un indicateur de position d'aiguille (à droite).
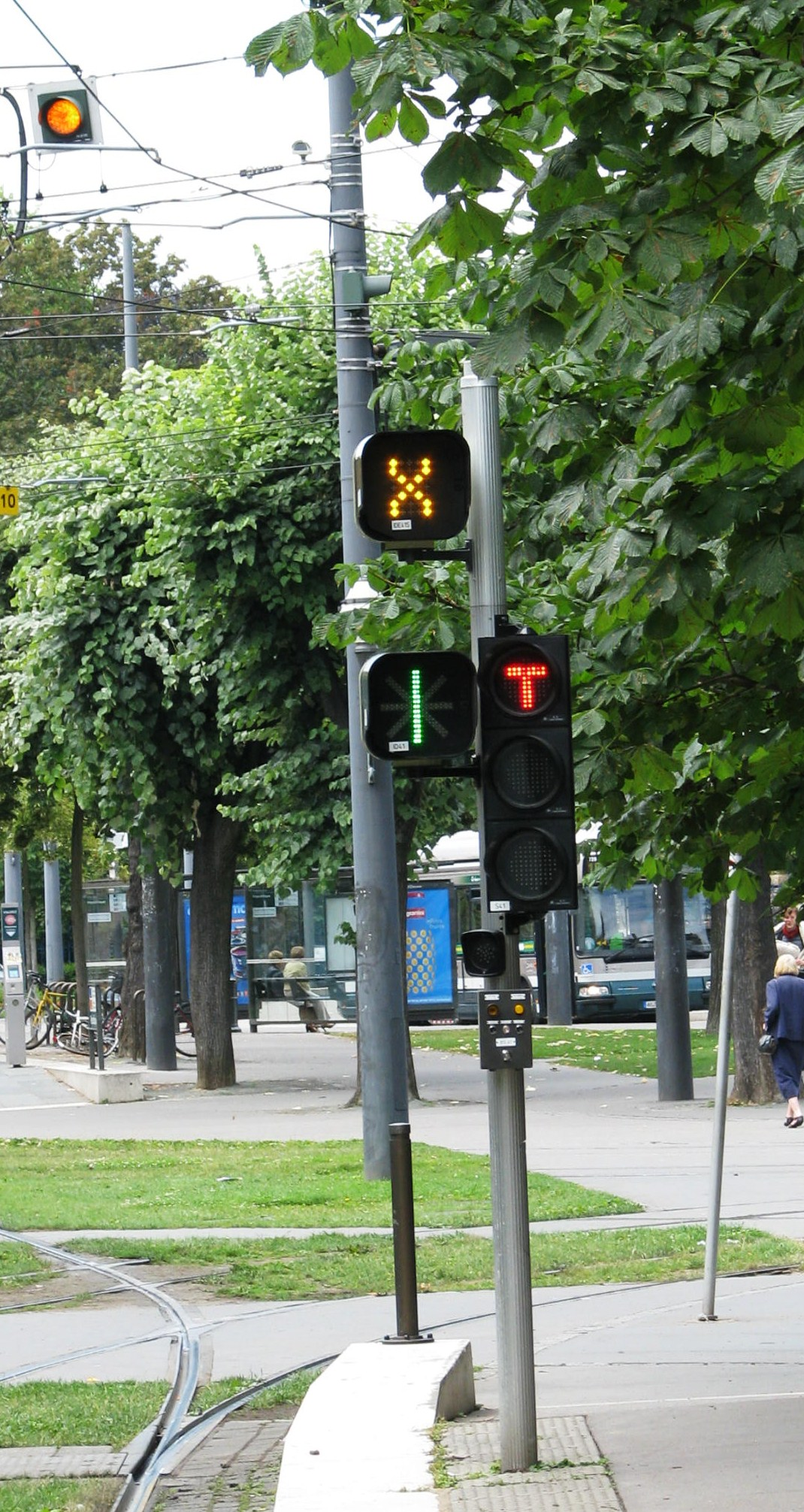
Un tableau de confirmation d'itinéraire (en haut à gauche), un indicateur de position d'aiguille (en bas à gauche) et un signal tricolore « T » (en bas à droite).
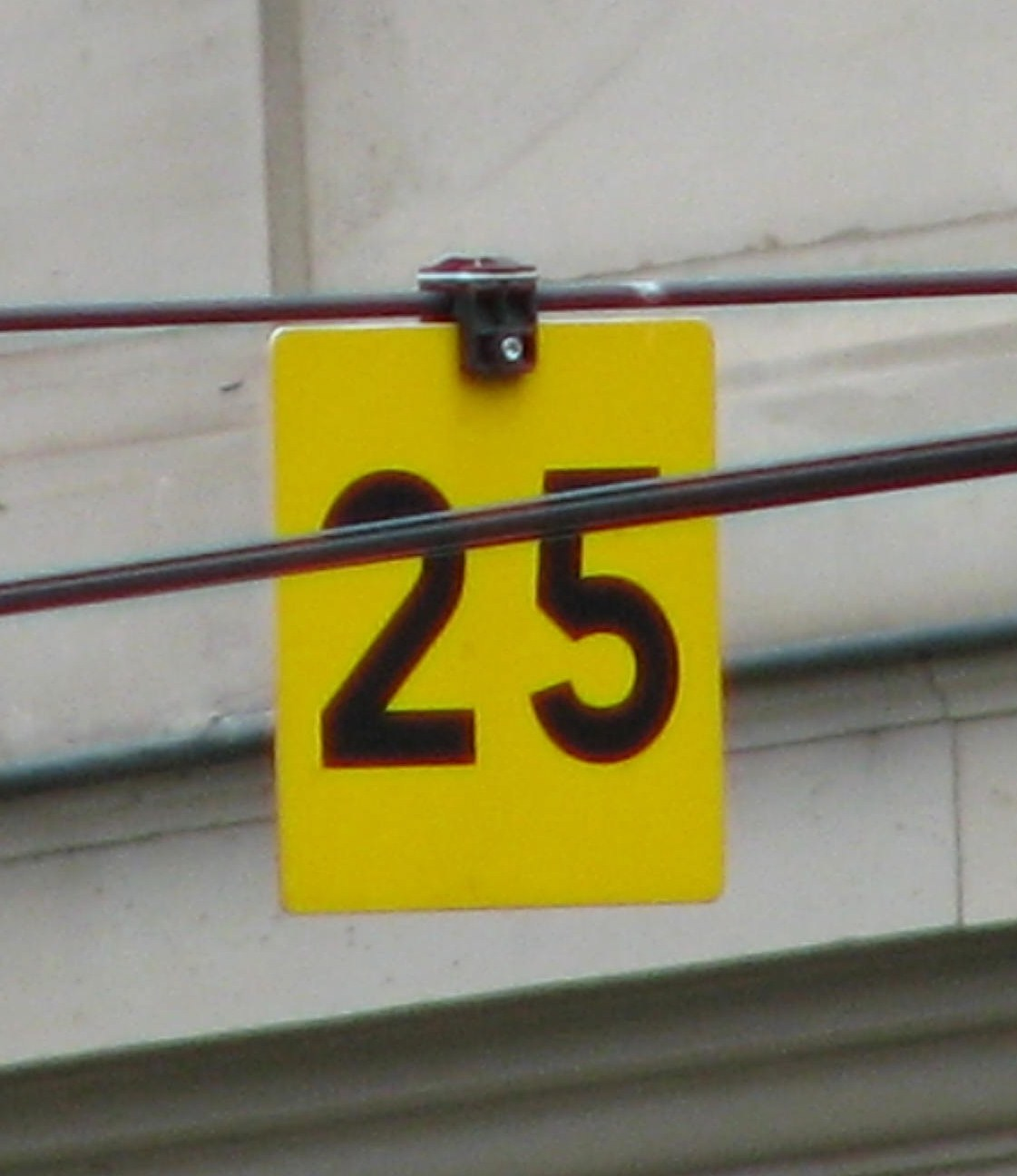
Panneau indicateur de vitesse.
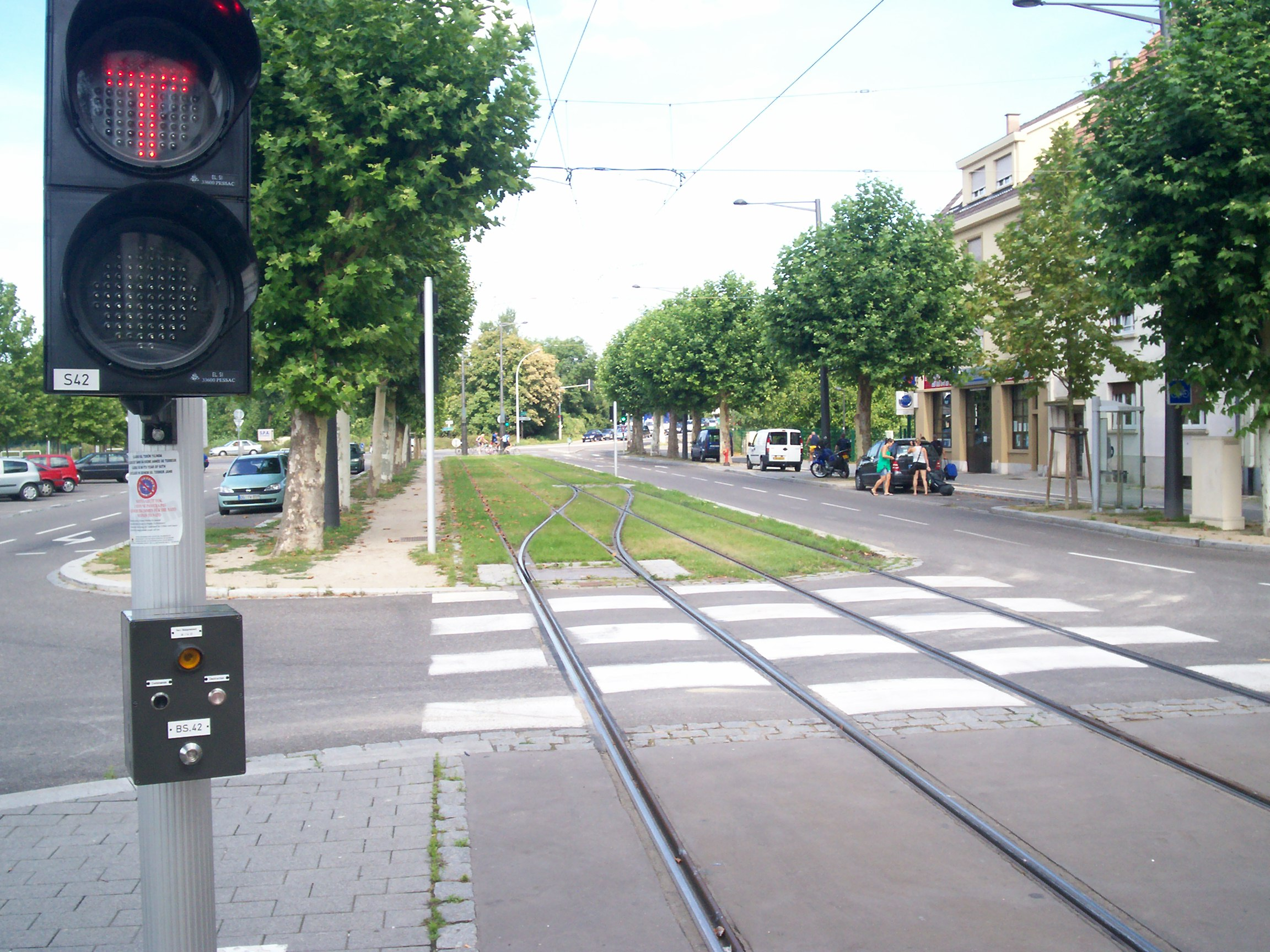
Un signal bicolore « T » accompagné du boitier de commande d'aiguille.
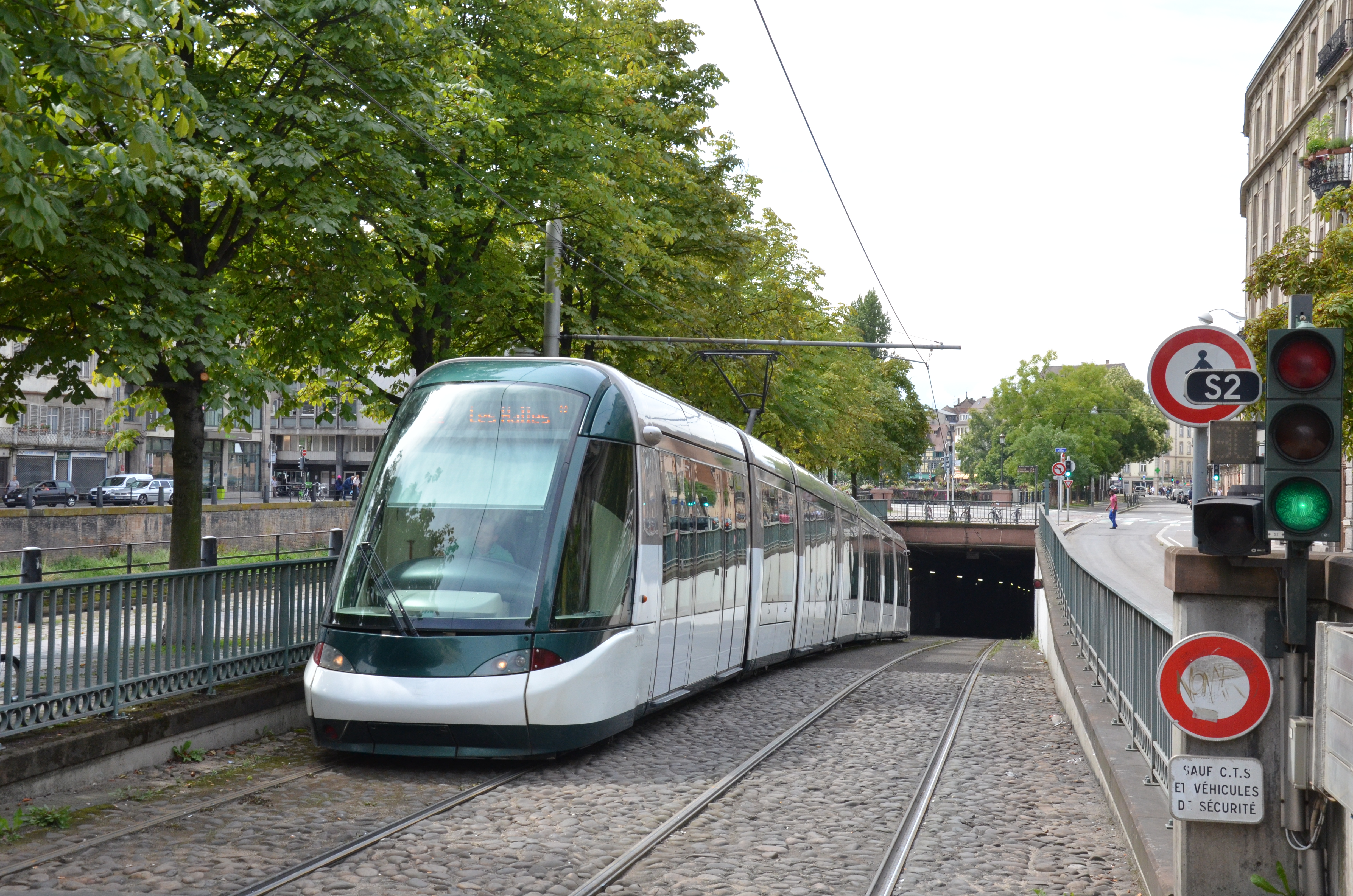
Un signal du block automatique à l'entrée du tunnel.

### Dépôts
Le réseau de tramway strasbourgeois utilise trois dépôts pour remiser et entretenir ses rames. Ils sont tous mixtes et hébergent donc des tramways ainsi que des autobus.

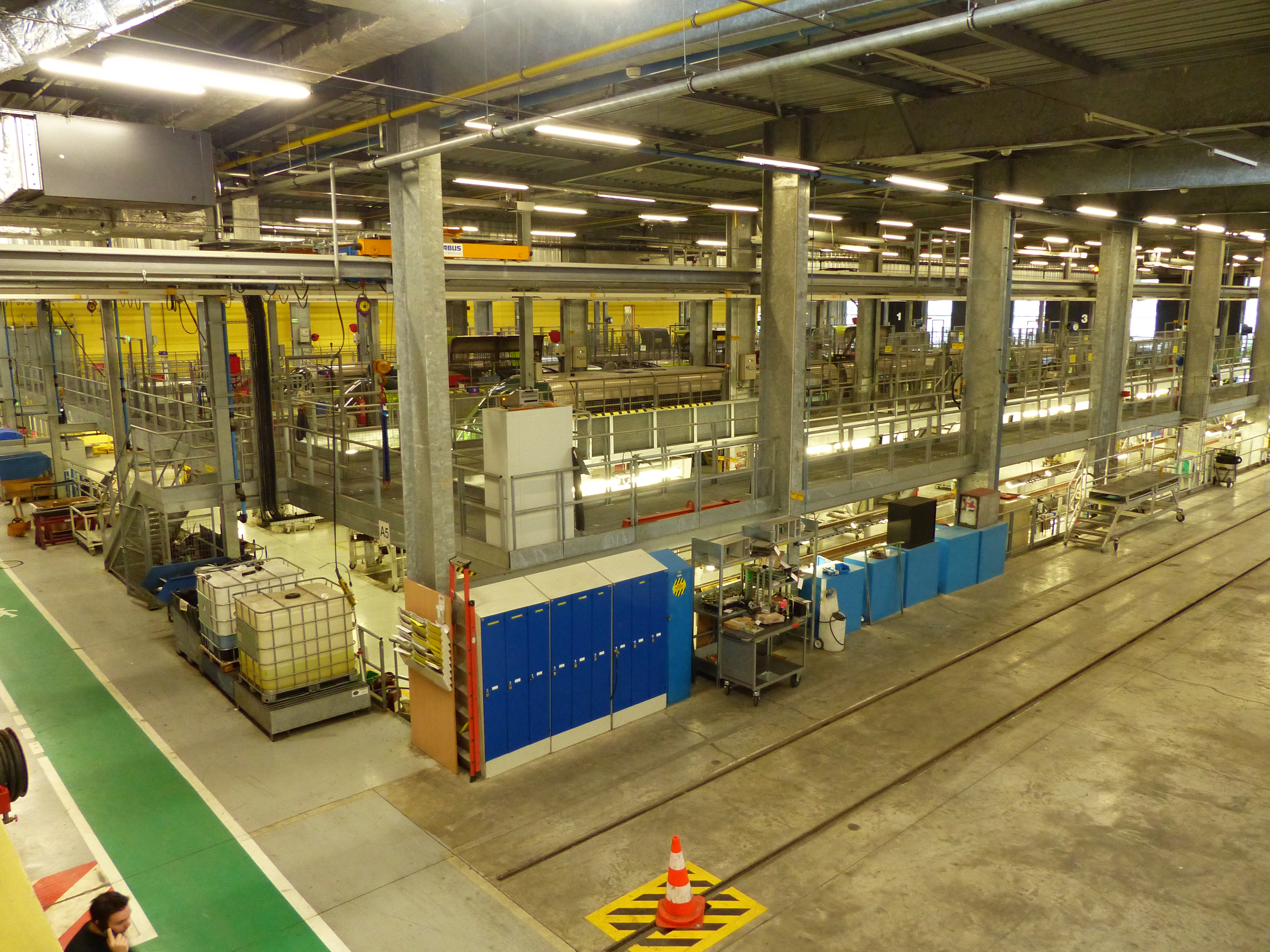
Intérieur de l'atelier tramway du dépôt de la Kibitzenau.

L'unité de production Cronenbourg remise les rames des lignes A et D. Ouvert en 1931 pour les tramways à voie métrique de l'époque, il fut utilisé à compter de 1960 par les bus. En vue de la mise en service de la ligne A, le dépôt fut agrandi et complètement rénové entre 1992 et 1994. Le dépôt est relié par une longue voie de service à la station Rotonde à l'extrémité ouest du tunnel de la gare. Il abrite le siège social de la CTS ainsi que le poste de commande centralisé (PCC), d'où sont régulées à distance l'ensemble des lignes de tramway et de bus.
L'unité de production Elsau remise les rames des lignes B et F. Ce dépôt ouvrit ses portes en septembre 1999, dans le cadre de la création des lignes B et C.
L'unité de production Kibitzenau remise les rames des lignes C et E. Elle a été créée pour remplacer l'ancien dépôt de Neudorf (UPN), afin d'héberger les nouvelles rames du tramway dans le cadre des travaux d'extension du réseau tramway en 2007-2008. La mise en service eut lieu en janvier 2006 pour les bus et le 25 août 2007 pour le tramway, sur le nouveau tronçon situé au niveau de la piscine de la Kibitzenau en face de la station du même nom. Ce dépôt fut amélioré, entre 2023 et 2024, pour accueillir un atelier exclusivement dédié aux grandes révisions.

### Maintenance du réseau

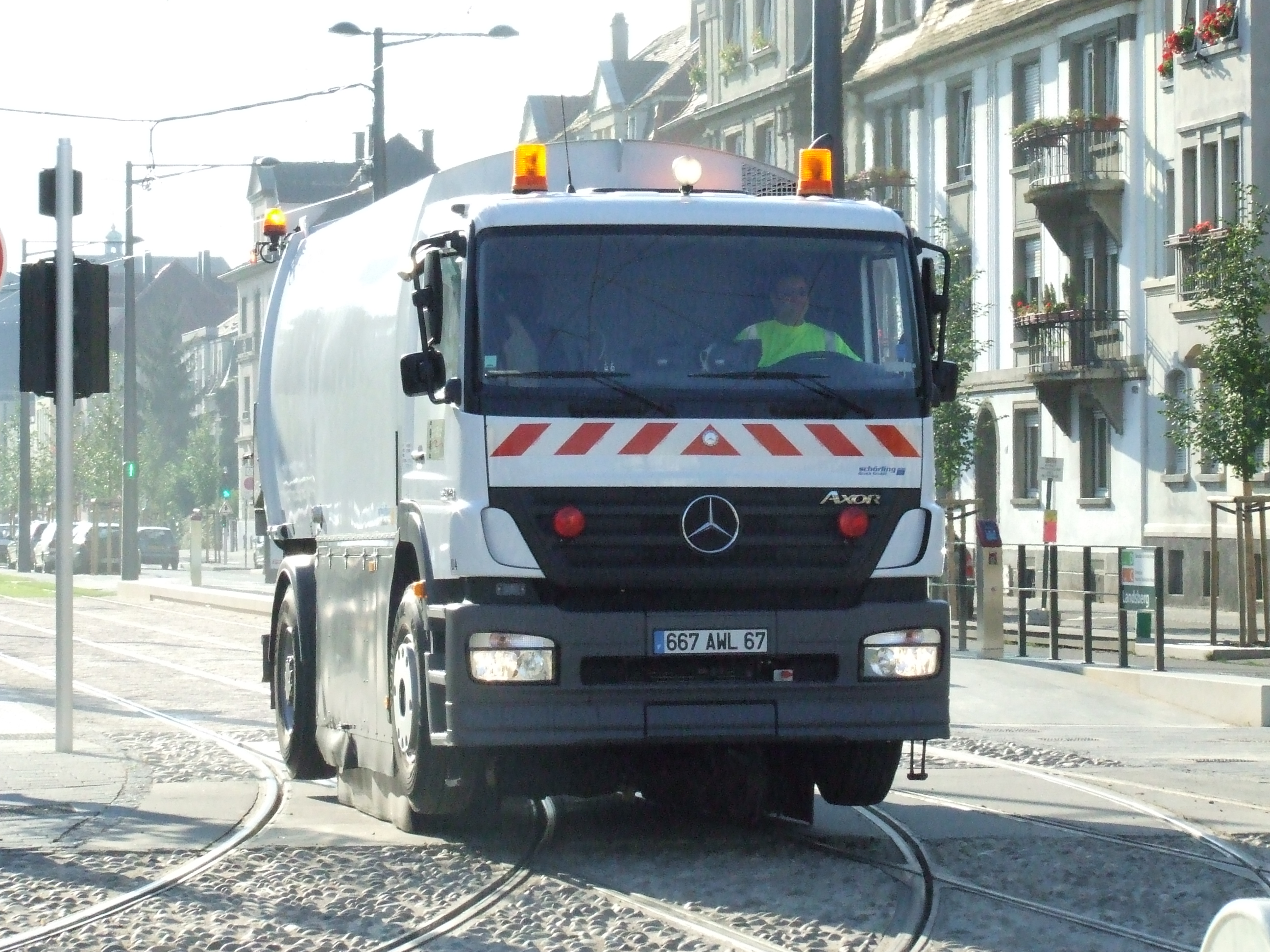
Un des camions aspirails.

Étant donné l'étendue et la fréquentation du réseau, celui-ci a besoin d'une maintenance quasiment continue. Deux camions dits Aspirails tournent quotidiennement sur le réseau dans le but d'éliminer les déchets présents dans la gorge des rails.
En cas d'incident sur les rames ou sur les installations techniques, la CTS dispose d'une flotte d'engins rails-route ; à savoir des tracteurs, un Unimog ainsi que des camions-nacelles.
Durant les périodes creuses (l'été principalement), des travaux plus importants sont régulièrement effectués. Des entreprises extérieures ainsi que des équipes de la CTS procèdent à des renouvellements de voies, d'appareils de voie (aiguillages), de la signalisation ou encore sur les quais du réseau. Les travaux les plus importants entraînent l'arrêt temporaire de l'exploitation sur les sections concernées avec mise en place de bus de substitution, comme le remplacement des aiguillages de Rotonde en avril 2011.

## Matériel roulant

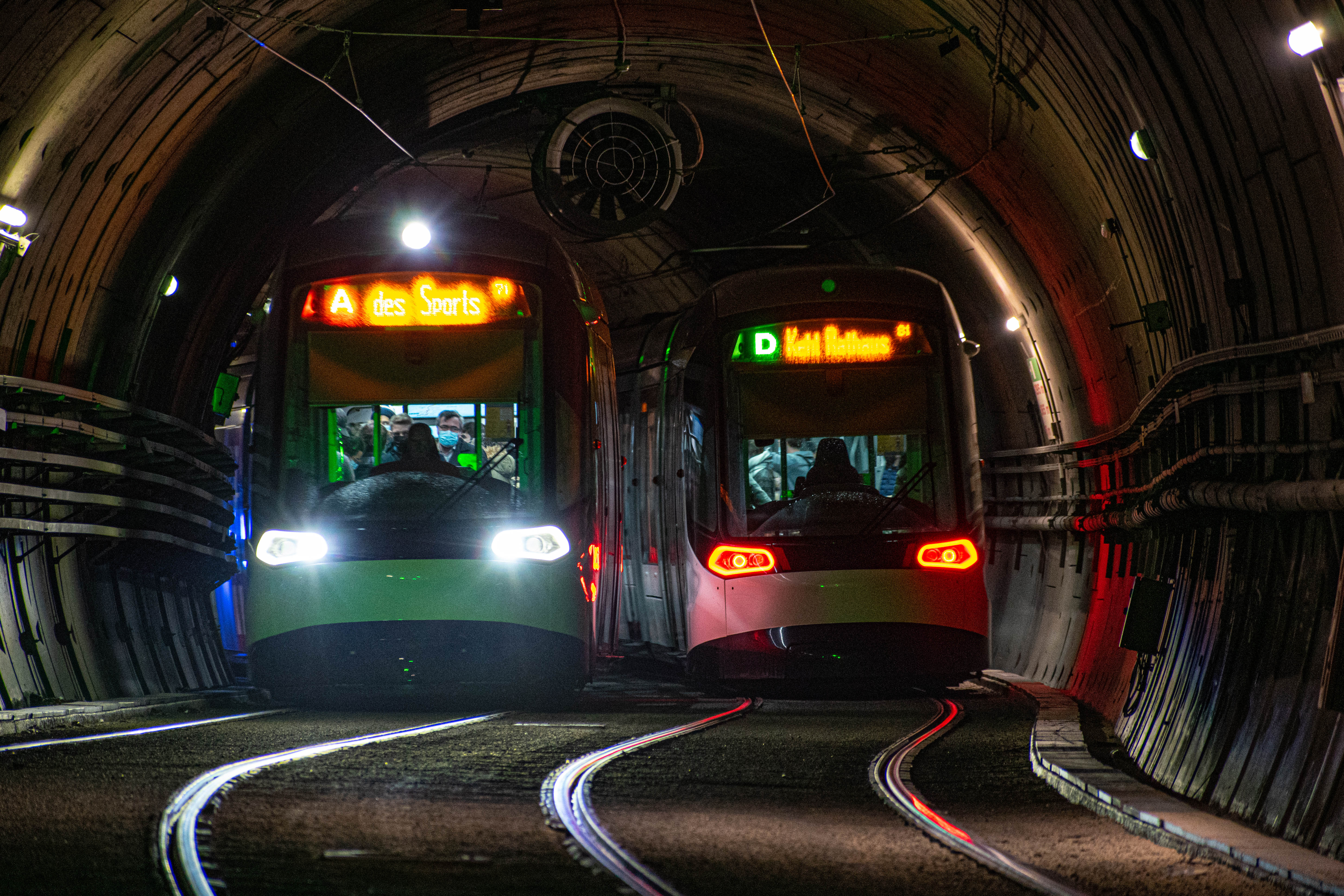
Rames Citadis de nouvelle génération se croisant dans le tunnel de la gare.

Avec les différentes évolutions du réseau au fur et à mesure des années, le parc de matériel roulant Strasbourgeois aura eu également son lot d'évolutions au fil du temps.
Pour l'ouverture du nouveau réseau, 26 rames Eurotram de première phase longues de 33 mètres ont été commandées au groupement italo-suisse Socimi / ABB. Avec l'explosion du trafic et l'arrivée des nouvelles extensions, 27 rames Eurotram de seconde phase (10 de 33 mètres et 17 de 43 mètres) seront commandées par la suite à ABB.
En 2003, la CTS fera le choix du Citadis 403 avec 35 rames de première phase commandées dans un premier temps puis 6 autres en option.
Avec l'arrivée de l'extension transfrontalière vers la ville de Kehl, une nouvelle commande de 12 Citadis 403 de seconde phase sera effectuée en 2014, avec 10 rames commandées en option en février 2017.
Enfin, une commande de 17 Citadis 403 de troisième phase a été réalisée en mars 2020. Les 26 Eurotram de première phase, dont la réforme avait commencé dès 2019, sont définitivement retirés du réseau au rythme de la mise en service des Citadis reçus.

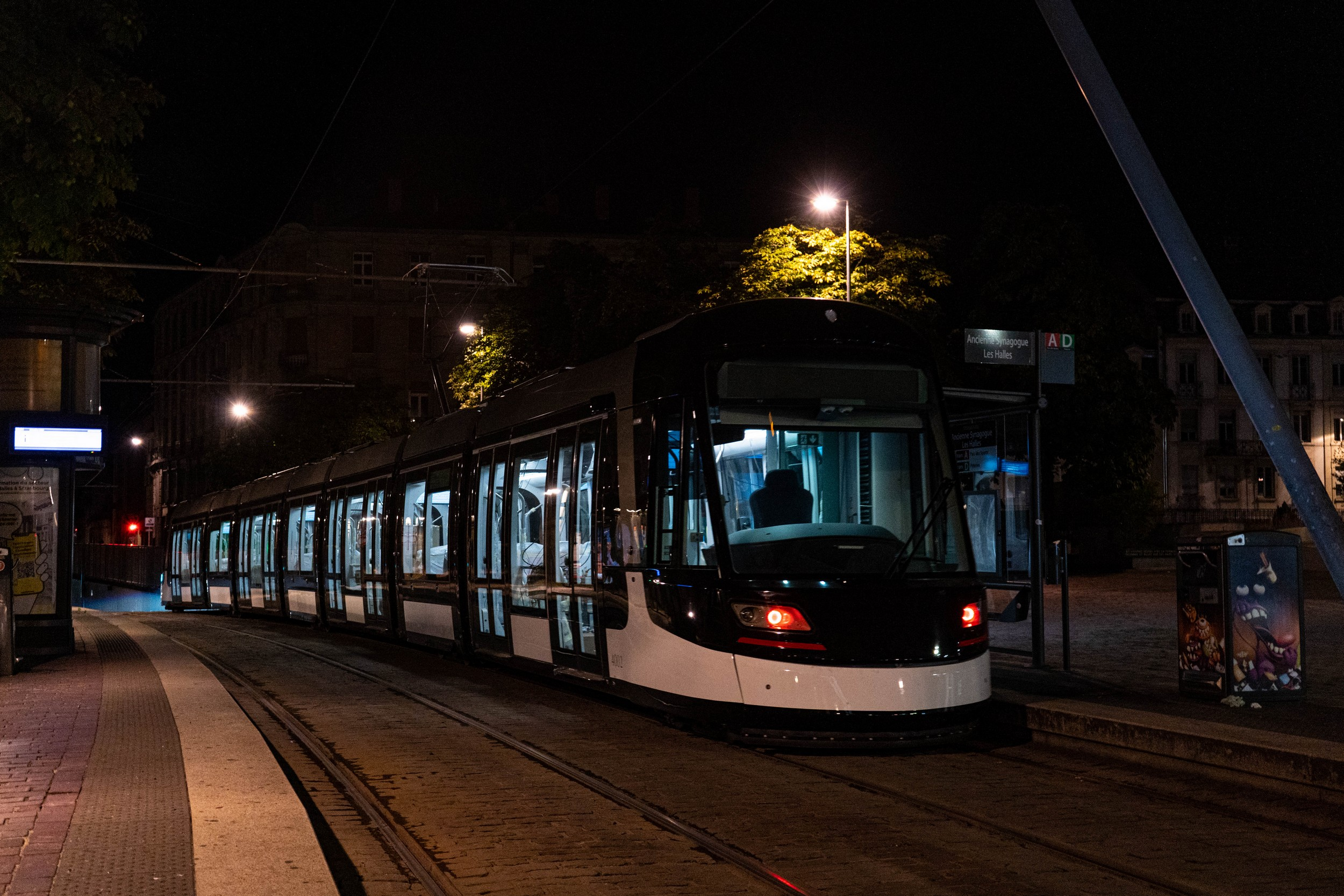
Rame Citadis 405 de nouvelle génération en cours de transfert, à la station Ancienne Syngagogue - Les Halles.

Fin 2021, l'Eurométropole annonce un nouvel appel d'offres début 2022 pour une vingtaine de rames, permettant de couvrir les futures extensions du réseau prévues pour 2025. Une commande de 12 rames Citadis 405 a été complété par 27 rames supplémentaires en décembre 2024 pour renouveler les Eurotrams, qui eux devraient disparaitre d'ici 2028. La première rame est arrivée en juin 2025 au dépôt CTS pour une mise en service commercial en novembre de la même année.
| Constructeur          | Modèle      | Nombre           | Numérotation    | Années delivraison | Longueur    |
| --------------------- | ----------- | ---------------- | --------------- | ------------------ | ----------- |
| Socimi / ABB          | Eurotram    | 0 (26 réformés)  | nos 1001 à 1026 | 1994 - 1995        | 33 mètres   |
| ABB rail / Bombardier | Eurotram    | 10               | nos 1031 à 1040 | 1998 - 2000        | 33 mètres   |
| ABB rail / Bombardier | Eurotram    | 17               | nos 1051 à 1067 | 1998 - 2000        | 43 mètres   |
| Alstom                | Citadis 403 | 41               | nos 2001 à 2041 | 2005 - 2007        | 45 mètres   |
| Alstom                | Citadis 403 | 22               | nos 3001 à 3022 | 2016 - 2018        | 45,5 mètres |
| Alstom                | Citadis 403 | 17               | nos 3031 à 3047 | 2021 - 2022        | 45,5 mètres |
| Alstom                | Citadis 405 | 1 (39 commandés) | nos 4002        | 2025 -             | 45 mètres   |

### SOCIMI - ABB puis Bombardier Eurotram

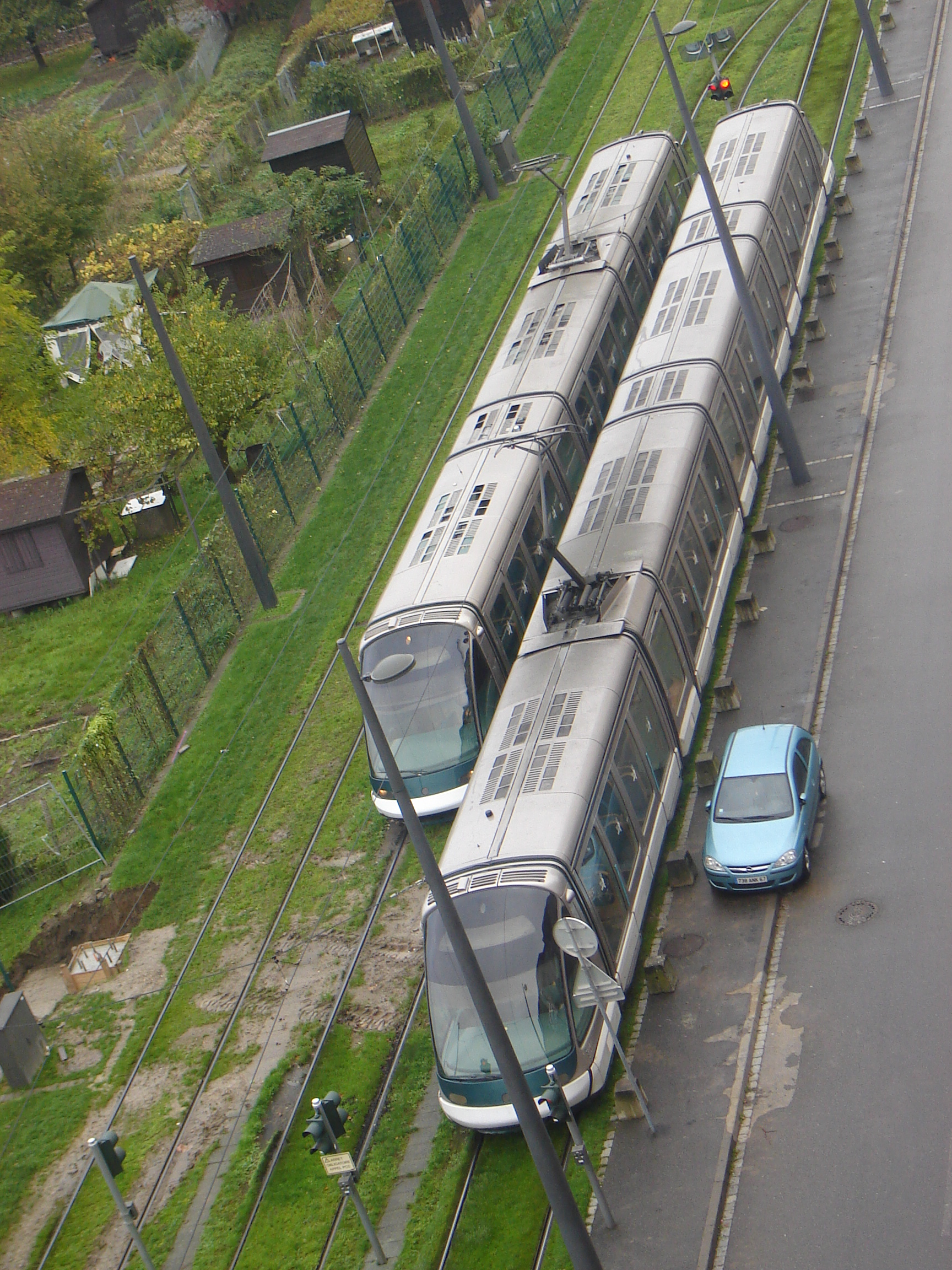
Eurotram vus d'en haut, dans les deux longueurs livrées.

Pour la création du réseau en 1994, un nouveau matériel a été conçu. La ville souhaitait en effet disposer de rames à plancher bas intégral avec un design original. L'Eurotram, désignation de ce nouveau tramway, est né de la collaboration entre le constructeur italien SOCIMI SpA et la Compagnie des transports strasbourgeois. Le dessin est signé Philippe Neerman, un designer belge. La face avant est constituée d'une grande baie vitrée bombée et donne ainsi une apparence futuriste à la rame. La surface importante des baies vitrées de la rame a pour but de donner l'impression aux passagers de circuler dans un véritable « trottoir roulant ». L'Eurotram est conçu de manière modulaire : entre les caisses de tête se trouvent des caisses voyageurs suspendues reliées entre elles par des modules d'intercirculation reposant sur des essieux,.

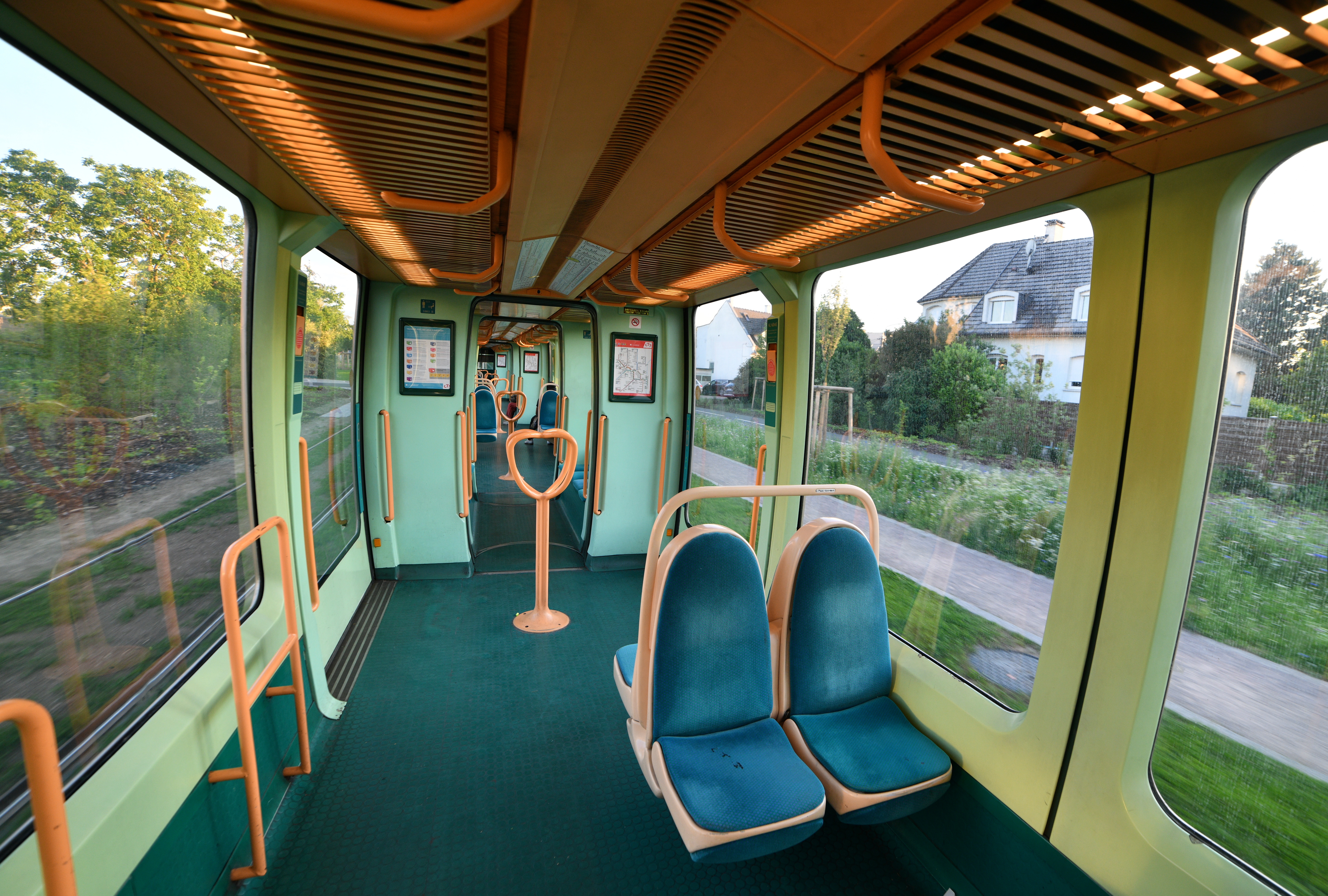
Intérieur d'origine d'une rame Eurotram.

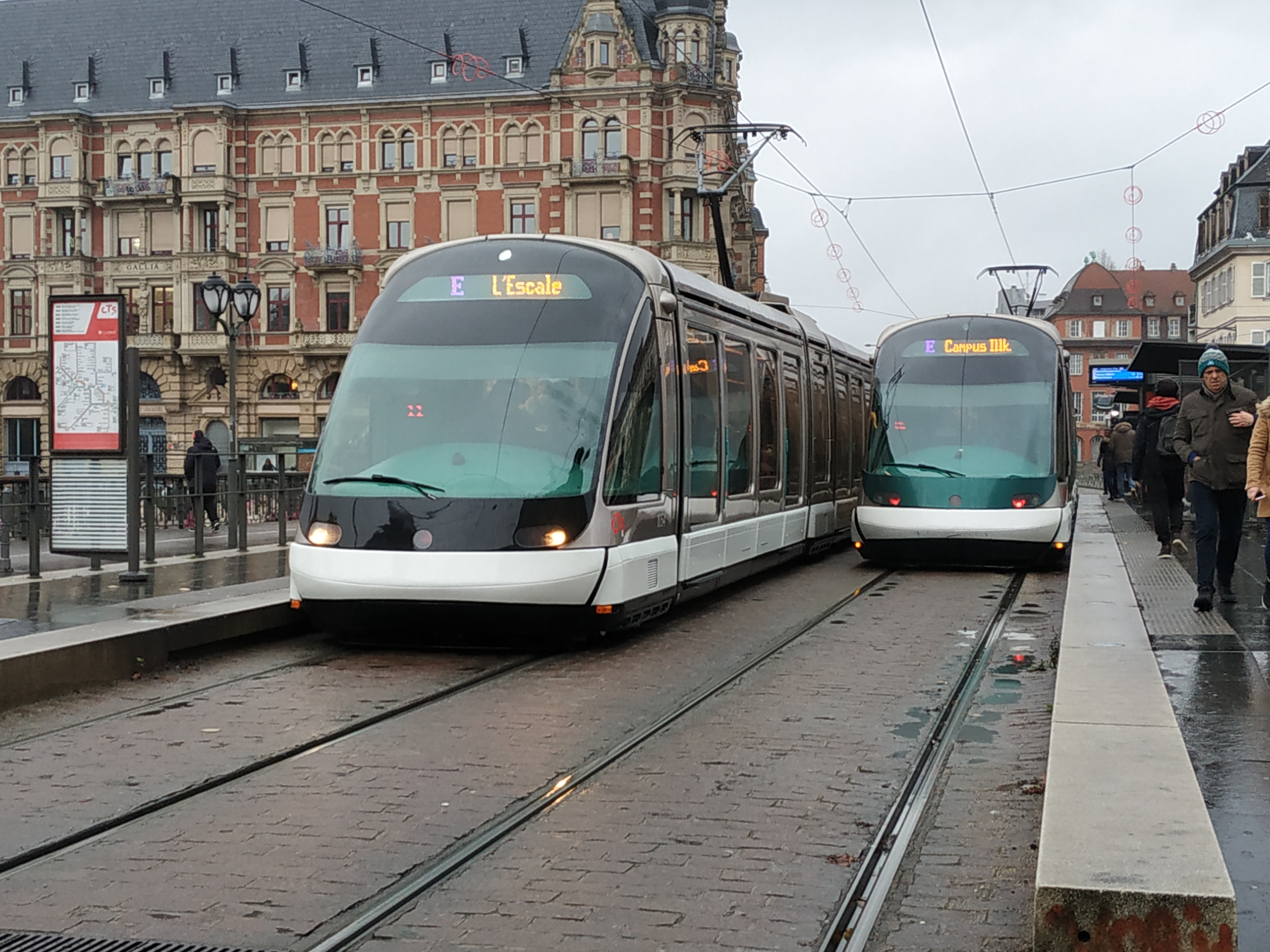
À gauche, un Eurotram rénové en 2019 aux côtés d'une rame « classique » à droite.

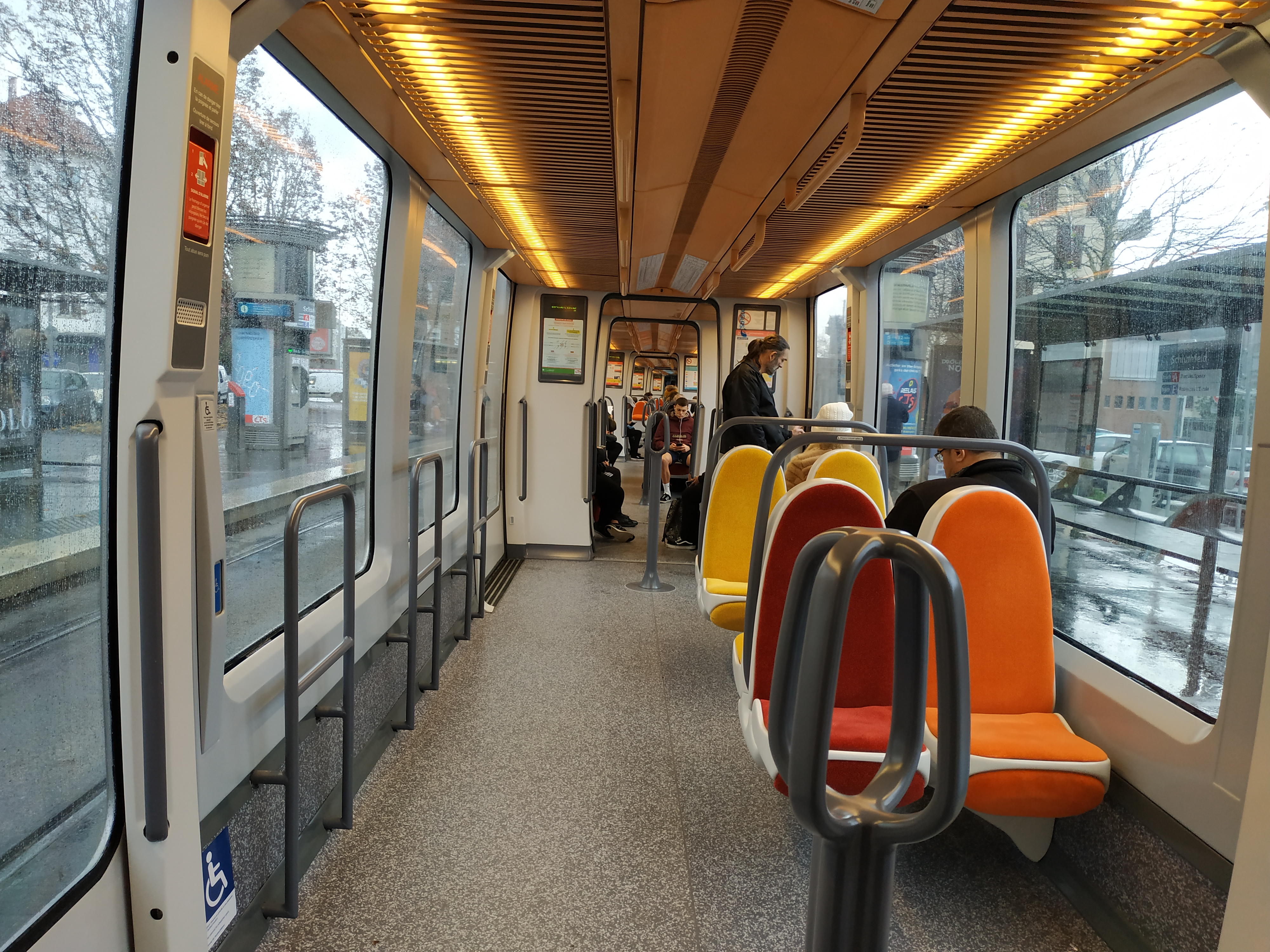
Intérieur d'une rame Eurotram rénovée.

Pour l'ouverture de la ligne A, vingt-six rames Eurotram à huit essieux sont livrées entre 1994 et 1995. Ces rames longues de 33,1 m peuvent transporter 210 passagers. Elles ont été fabriquées par le constructeur italien Socimi. Chaque rame comporte trois caisses principales et développe une puissance de 336 kW fournie par douze moteurs. Un deuxième lot de vingt-sept rames est livré à la CTS entre 1998 et 2000. La livraison comprend dix rames à huit essieux et dix-sept rames à dix essieux. Ces derniers tramways dits « jumbo » sont longs de 43,05 m et permettent le transport de 270 passagers. Ils comportent quatre caisses principales intermédiaires et pèsent 51 t pour une puissance de 424 kW fournie par seize moteurs. Après la faillite de Socimi, la construction des Eurotram a été reprise par le partenaire du consortium, la société ABB. C'est après différents rachats et fusions que l'Eurotram est entré dans l'offre du constructeur canadien Bombardier.
L'Eurotram a subi quelques critiques depuis sa mise en exploitation, notamment par rapport aux portes à un seul battant qui ont l'inconvénient d'être longues à l'ouverture et fermeture, allongeant ainsi le temps de stationnement en station. La grande baie vitrée de la cabine conducteur entraîne aussi un échauffement excessif de celle-ci (compensé depuis par l'installation de pare-soleil).
Fin 2018, douze rames Eurotram à trois caisses livrées en 1994 sont réformées. Les pièces détachées sont récupérées pour servir sur les rames plus récentes et le reste est recyclé. En février 2020, la métropole vote l’autorisation d'une commande de 17 rames supplémentaires afin de réformer les 14 dernières rames de première génération, la date de réforme définitive reste à définir.
Par ailleurs, la CTS lance la rénovation d'autres rames afin de prolonger leur durée de vie d'une quinzaine d'années. Les premières rames sont visibles dès la fin 2019 avec une rénovation principalement intérieure ; à l'extérieur, seul le nez et le bas de caisse de la rame laissent entrevoir la rénovation avec un passage du vert au noir.
Début 2022, avec les premières livraison de Citadis 403 de troisième phase, les 14 Eurotram de première génération restants sont progressivement réformés jusqu'en janvier 2024.

### Alstom Citadis

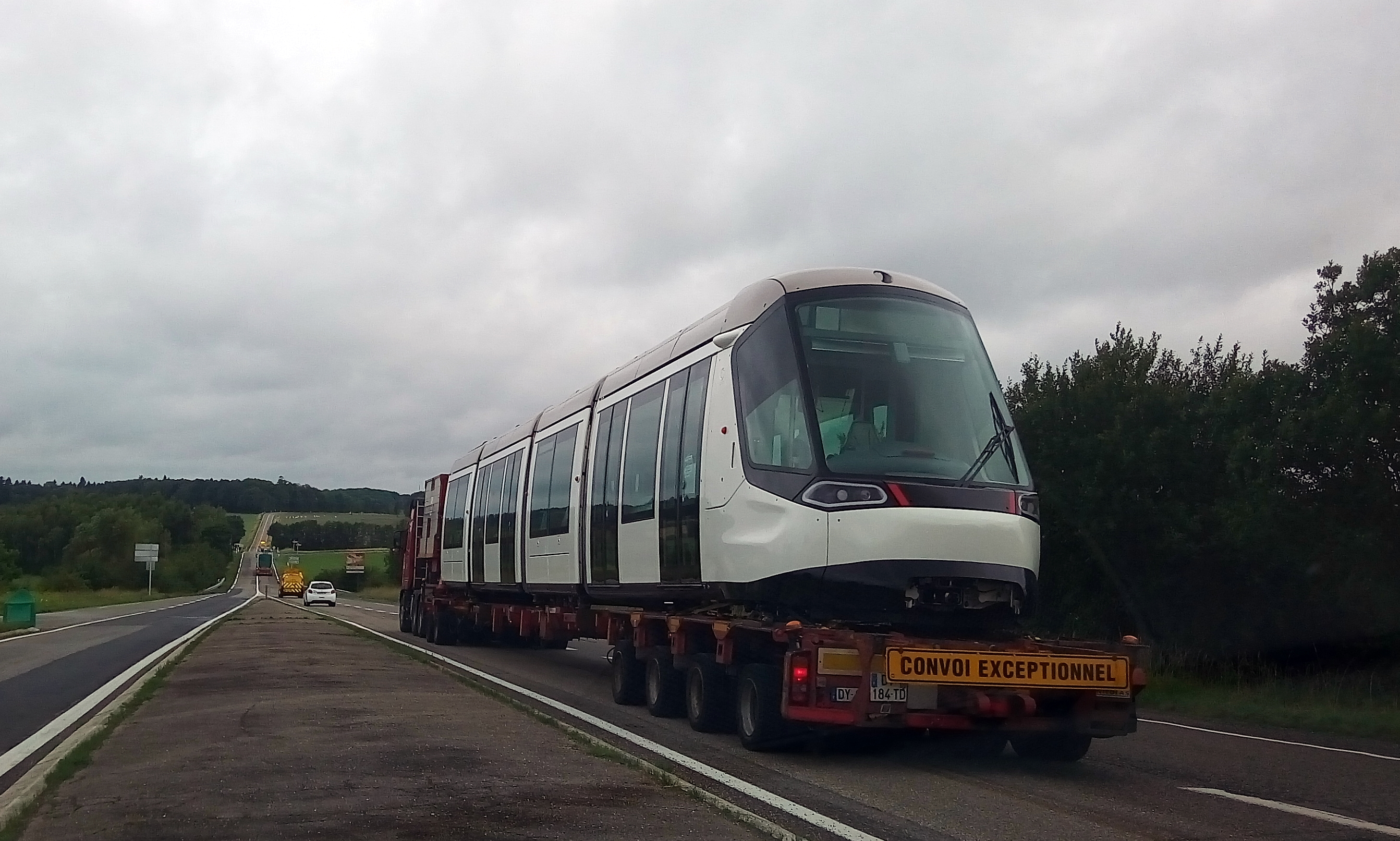
Rame Citadis II vue à Sarrebourg en 2017, lors de sa livraison.

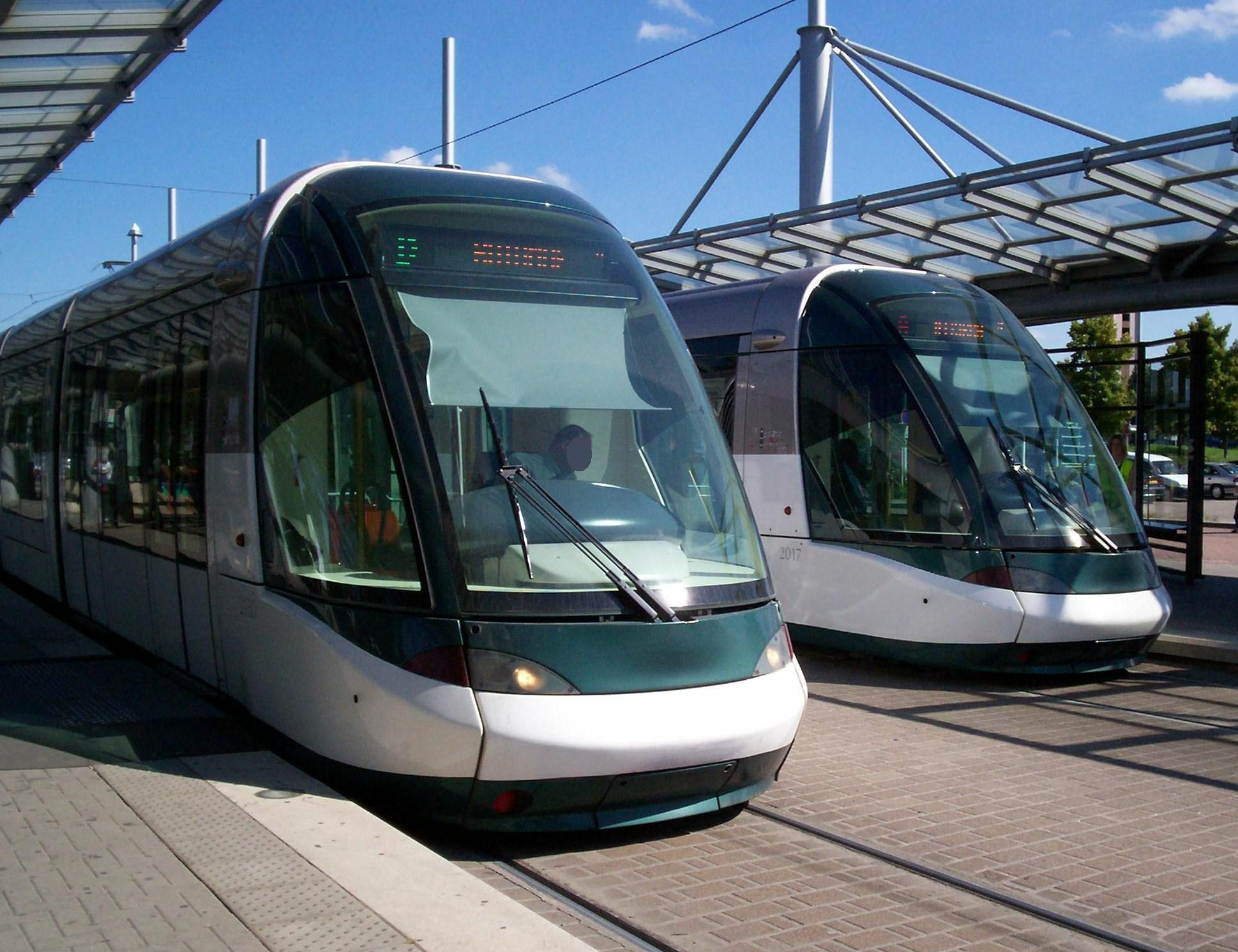
Deux rames Citadis 403 à la station Rotonde.

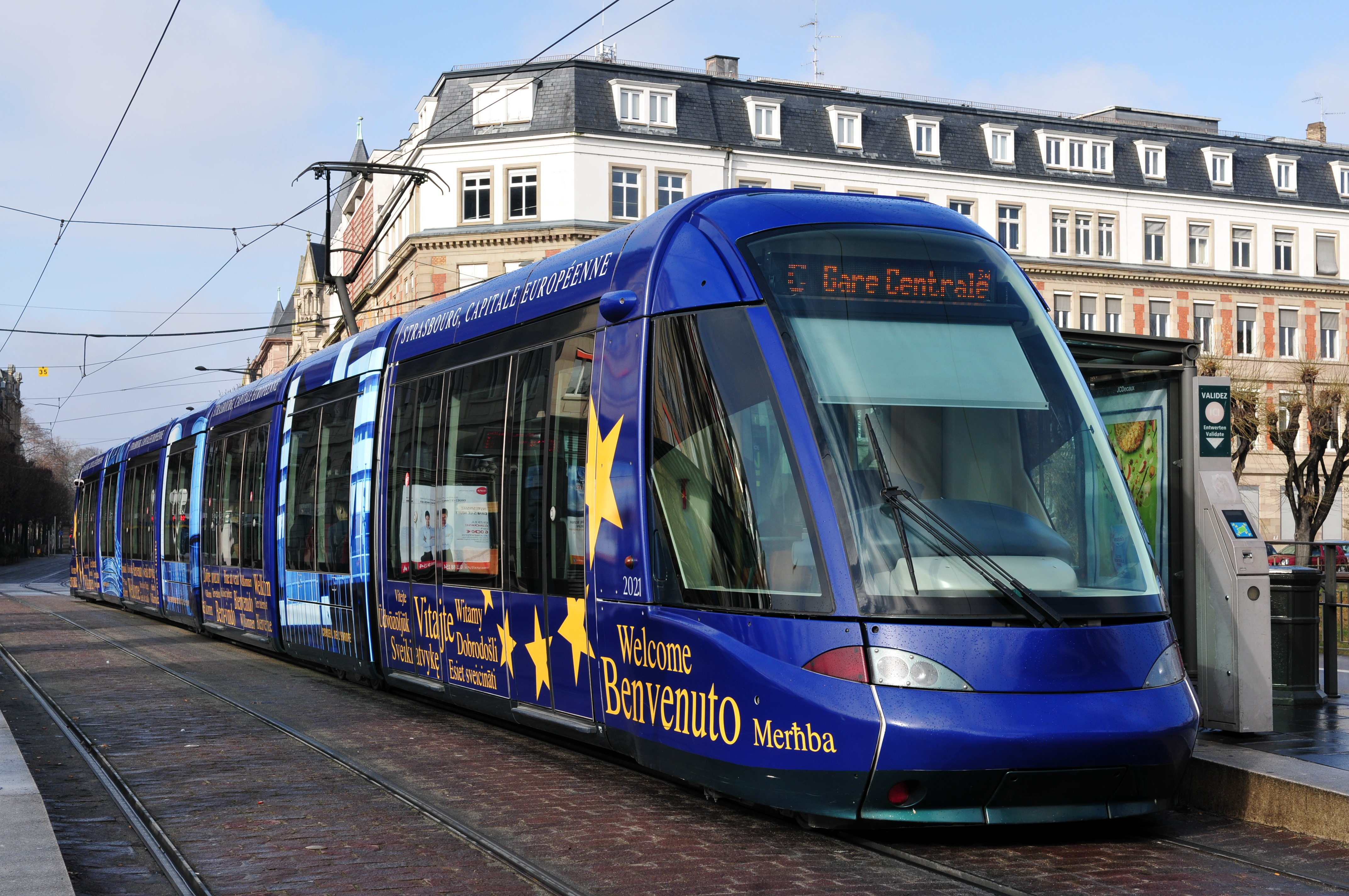
Une rame Citadis 403 en livrée « Strasbourg, capitale européenne ».

Pour faire face à l'extension du réseau, la ville lance un appel d'offres pour la fourniture de nouvelles rames de tramway. Le 15 juillet 2003, Alstom remporte le marché avec son Citadis. Les 41 rames de type Citadis 403 comportant sept caisses sont livrées entre 2005 et 2007. Elles comportent dix essieux et ont une longueur de 45,06 m pour une capacité de 288 passagers. Elles pèsent 53,2 t et sont dotées d'une puissance de 720 kW répartie sur trois bogies moteurs.
À la demande de la CTS, la face avant reprend le design de l’Eurotram. L'implantation des essieux est différente sur les Citadis et les Eurotram, et les Citadis comportent ainsi un bogie supplémentaire sous les cabines de conduite pour éliminer le porte-à-faux des extrémités. Un des avantages du Citadis est la présence de portes à double battant, apportant une ouverture et fermeture plus rapides en faveur d'un temps de stationnement plus court en station.

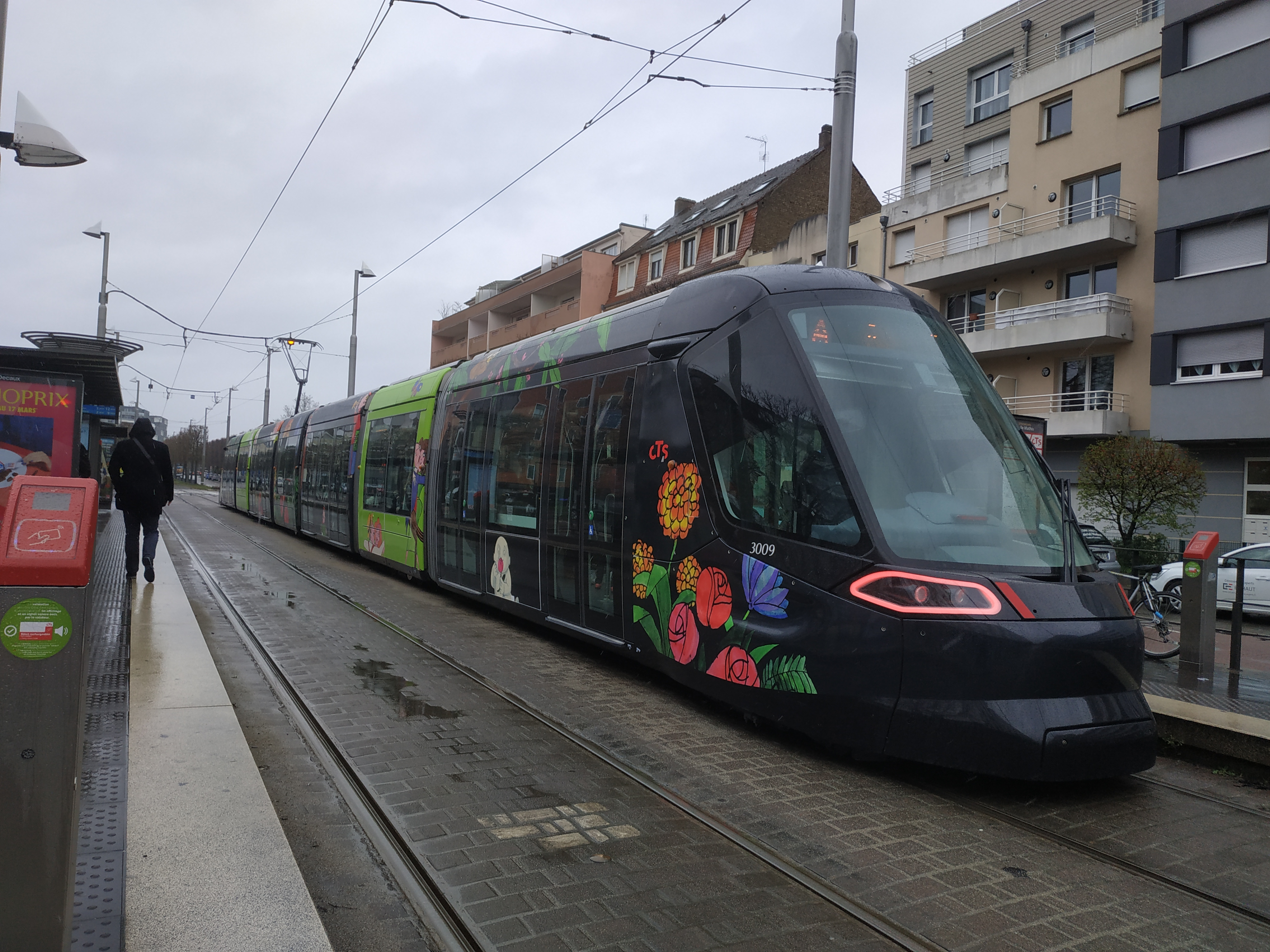
Citadis 2e génération sur la ligne A, dans une livrée dédiée à Tomi Ungerer.

En novembre 2013, un appel d'offres est passé pour la fourniture de 12 rames, avec une option pouvant porter la commande jusqu'à 50 rames de tramway pour le réseau de Strasbourg. C'est Alstom qui remporte le marché en octobre 2014 pour cette nouvelle génération de tramway. Il s'agit d'une évolution de la précédente génération de Citadis circulant sur le réseau, les dimensions et la capacité restent similaires. Ces rames sont adaptés aux exigences de sécurité allemandes pour circuler jusqu'à Kehl sur la future extension de la ligne D. Les douze premières rames sont attendues pour fin 2016 et coûteront 41 millions d'euros. Après avoir dévoilé le vainqueur, la CTS lance un vote en ligne pour permettre aux usagers de choisir entre deux propositions de design pour ces futures rames. Ce vote s'achève par le choix d'un design futuriste, préféré à une reprise de l'ancien. Les 38 autres rames en option sont prévues pour remplacer les premières générations d'Eurotram, trop peu capacitaires pour le réseau actuel. La livraison de la première rame se fait le 3 octobre 2016.
En parallèle, la compagnie lance la rénovation des 41 rames Citadis au Printemps 2016. La rénovation porte sur l'intérieur et certaines parties mécaniques pour un coût de 220 000 euros par rame. Le programme devrait s'achever pour l'été 2018.
Lors des essais des premiers nouveaux Citadis, une levée d'options de 10 rames supplémentaires est confirmée en février 2017. En février 2020, le conseil de l'Eurométropole autorise la CTS à commander 17 rames complémentaires afin de retirer du service les 14 rames Eurotram trois caisses de première génération (1994), la commande est effectuée en mars 2020, la première livraison s'effectue fin octobre 2021.
En avril 2023, la CTS et Alstom ont conjointement annoncés un accord pour 8 ans, avec un montant minimum correspondant à la valeur de 22 rames de tramways, et un montant maximum de 250 millions d’euros. Dans la perspective du fort développement du réseau CTS, et tout particulièrement des extensions du réseau tramway vers l’Ouest et le Nord de l’agglomération à horizon 2025 et 2027, l’Eurométropole de Strasbourg et la CTS ont, à l’issue d’une procédure négociée européenne, retenu Alstom pour la fourniture de nouveaux tramways. Elles seront équipées de systèmes de gestion de l’énergie, permettant d’optimiser les consommations. La CTS va prochainement passer une première commande de 12 rames. Comme les précédentes, elles seront fabriquées par Alstom dans son usine de la Rochelle. La première d’entre elles devrait être livrée à la CTS en mars 2025 pour une mise en service fin 2025. La commande a été complétée par 27 rames supplémentaires, en décembre 2024, en prévision de la radiation de l'intégralité du parc Eurotrams en 2028. La première rame fut livrée en juin 2025, six autres devraient arriver avant la fin de l'année, pour une mise en service commercial en novembre de la même année avec le prolongement de la Ligne F.
En mars 2025, une remise à neuf du parc Citadis 403 de 1re génération a été annoncée par la CTS, les 41 rames seront complètement rénovées entre 2025 et 2028. Les rames ainsi rénovées arboreront une livrée légèrement différente du blanc, gris et vert. Cette dernière sera remplacée par du noir, le blanc et gris seront quant à eux sur une teinte différente en partie haute du tram.

### Livrée
À l'origine, les rames sont dotés de la livrée CTS de 1994, créée à l'occasion du retour du tramway. Elle est composée de gris cendré sur la partie haute et de blanc sur la partie basse, avec du vert émeraude sur les bas de caisse et la cabine. Depuis l'arrivée des Citadis 403 de seconde génération, le vert émeraude disparaît au profit du noir, comme c'est désormais le cas sur les Eurotram rénovées. À terme, les Citadis 403 de première génération doivent subir la même évolution.
Différentes rames ont toutefois été décorées pour diverses occasions et pour des durées variables :
- à partir de 2017, une livrée "Strasbourg, capitale européenne" est appliquée sur 7 rames Citadis 403 de seconde phase, tandis que les 3 rames de première phase qui la portaient sont banalisées. Ce pelliculage présente le mot Bienvenue, écrit dans diverses langues, accompagné d'étoiles, le tout sur fond bleu foncé, rappelant le Drapeau européen ;
- 2017 : deux rames aux couleurs européennes et franco-allemandes à l'occasion de l'élargissement du réseau vers la ville frontalière allemande de Kehl[111] ;
- 2018 : une rame porte la livrée artistique "Tram FAILE" réalisée par le collectif Faile dans le cadre du festival Happy 20[112] ;
- 2020 : deux rames pelliculées en hommage à l'artiste Tomi Ungerer[113] ;
- 2021 (supprimée) : une rame aux couleurs des États-Unis pour les 25 ans de son statut d'observateur auprès du Conseil de l'Europe[114] ;
- 2021 (supprimée) : une rame aux couleurs du pacte vert de la Commission Européenne[115] ;
- 2021 : une rame est pelliculée d'avant en arrière aux couleurs de l'arc-en-ciel et arbore le slogan du collectif Festigays qui en est à l'initiative: Liberté, Égalité, Visibilité. Il s'inscrit dans une démarche de sensibilisation et de lutte contre les discriminations à l'encontre de la communauté LGBT[116] ;
- 2021 : une rame arbore un dégradé de l'orange au bleu, à l'occasion d'une campagne de recrutement de la CTS ;
- 2021 : une rame porte une livrée promouvant les réserves naturelles de Strasbourg ;
- 2022 (supprimée) : une rame aux couleurs de l'Islande à l'occasion de sa présidence du comité des ministres du Conseil de l'Europe, présentant un paysage d'aurore boréale[117] ;
- 2023 : deux rames reçoivent une livrée promotionnelle de la campagne "Les mobilités qui me vont bien" portée par l'Eurométropole de Strasbourg[118] ;
- 2023 : une rame est décorée à l'occasion de l'ouverture du nouveau planétarium de l'Université de Strasbourg ;
- 2024 : quatre rames à l'occasion de la campagne Strasbourg, Capitale mondiale du livre 2024 ;
- 2024 : le pelliculage pour la campagne de recrutement de la CTS de 2021 est modifié pour correspondre à la nouvelle campagne de recrutement de 2024, qui met en avant les différents métiers proposés ;
- 2024 : une rame pelliculée à l'occasion des 80 ans de la Libération de Strasbourg.

De plus, chaque année, une rame porte les titres mis en avant dans la saison courante de l'Opéra national du Rhin.
Certaines rames ont été légèrement habillées aux couleurs des pays présidant le comité des ministres du Conseil de l'Europe : Finlande en 2018, Géorgie en 2019, Grèce en 2020, Hongrie en 2021, Lettonie en 2023, Liechtenstein en 2024 .

## Exploitation

### Tarification

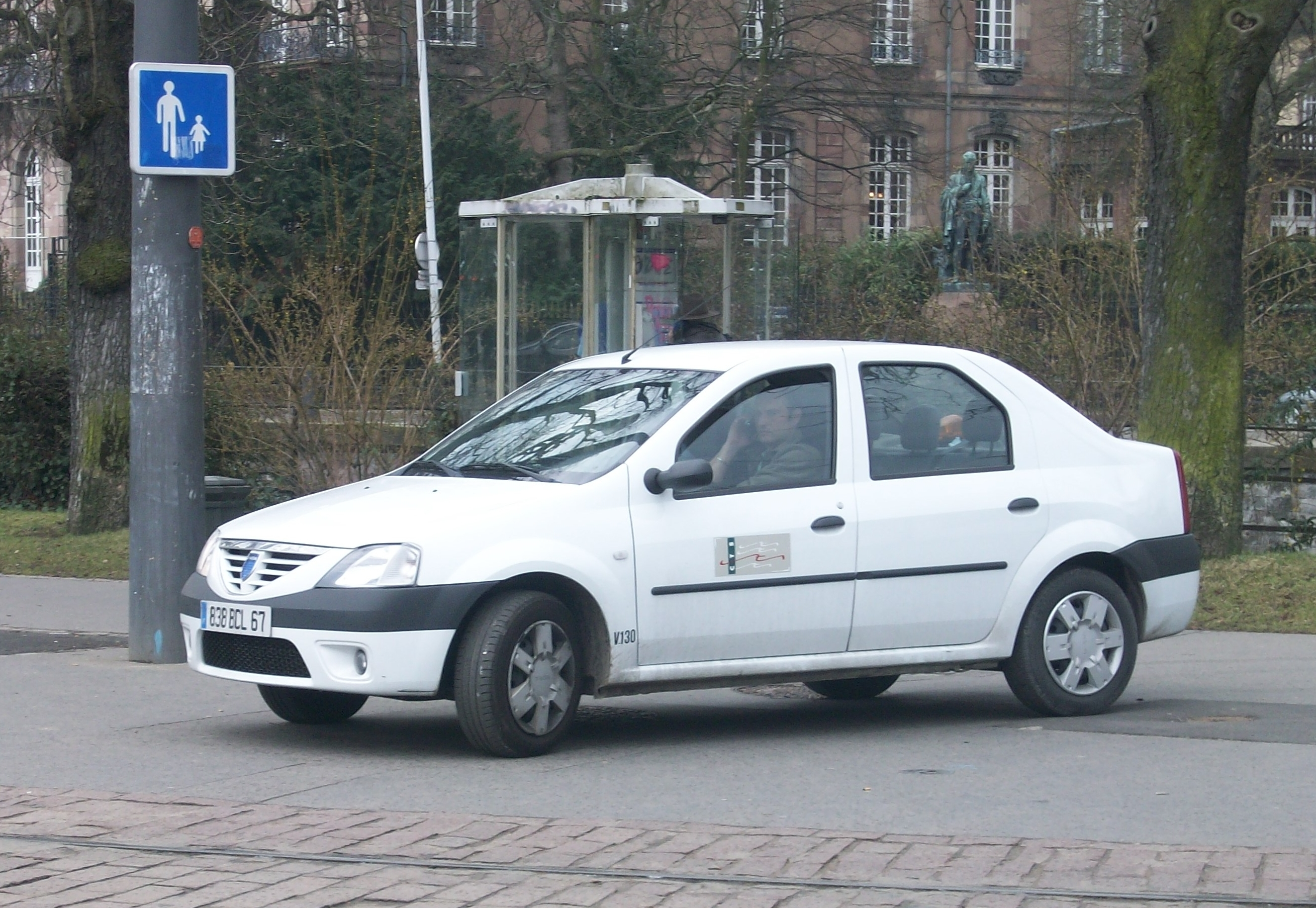
Ancien véhicule des agents de contrôle de la CTS.

La tarification est identique sur l'ensemble du réseau CTS. Ainsi un même titre de transport est valable aussi bien sur les lignes de tramway que de bus. Il n'y a pas de subdivision de l'aire de desserte en zones tarifaires : le prix des titres de transport est forfaitaire et indépendant de la distance parcourue. Les tickets pour un voyage doivent être validés et permettent de prendre une correspondance. Ils sont vendus à l'unité et par carnets de dix (15 % de réduction) ou trente tickets (19 % de réduction). Le 19 mars 2018, la CTS met en place un ticket sans contact rechargeable et réutilisable. La période de transition entre les anciens tickets à usage unique et les nouveaux tickets rechargeables s'est étendu jusqu'à juillet 2018.
Les seuls abonnements existants sont mensuels et annuels. Les abonnements annuels coûtent l'équivalent de dix abonnements mensuels. Les abonnements sont chargés sur une carte à puce payante dénommée Badgéo. Cette carte, valable pendant cinq ans, peut également servir de support aux autres titres de transport. Les tickets et abonnements peuvent être achetés soit dans des distributeurs automatiques présents dans les stations, soit en agence. Les carnets de dix tickets sont en outre disponibles dans des points de vente tels que les bureaux de tabac, les bureaux de poste, etc., et certains points de vente permettent également de recharger les cartes Badgéo.
Afin de prendre le tram ou le BHNS, l'usager doit valider son ticket sur le quai avant l'accès au véhicule, alors que la validation se fait à l'intérieur des autobus conformément à l'usage général. Pour lutter contre la fraude, des équipes de contrôleurs (appelés ACV pour « agent de contrôle voyageurs ») parcourent le réseau. Ils peuvent être assistés des forces de l'ordre ou d'agents de sécurité de la CTS. Entre 2013 et 2019, la fraude sur le réseau s'est stabilisé et il estimé à environ 11 % du nombre d'usagers,

### Financement
Jusqu'en 2000, 477 millions d'euros ont été investis dans la construction du réseau, et 304 millions d'euros ont été prévus en septembre 2002 pour la seconde phase d'extensions, soit environ 23,5 millions d'euros par kilomètre de tracé. Cette valeur élevée s'explique par l'importance de l'aménagement et de la requalification urbaine. En Allemagne, seulement 15 millions d'euros sont dépensés par kilomètre en centre-ville, et 10 millions d'euros en banlieue. Les rames Eurotram ont coûté 118 millions d'euros et les rames Citadis 98,3 millions d'euros, soit 216,3 millions d'euros au total pour le matériel roulant. Le principal moyen de financement des investissements est le versement transport (VT), qui à Strasbourg atteint son taux maximum de 2 % du volume salarial,.
Dans les neuf agglomérations françaises de plus de 450 000 habitants hors Paris, les recettes commerciales permettent de financer les transports en commun à concurrence de 24 %, alors que le VT contribue à hauteur de 44 %, et que les collectivités locales compensent 31 % des coûts. Les subventions directes de l'État ne représentent quant à elles que 1 % des coûts. La capacité de financement par les recettes commerciales est encore plus basse dans les agglomérations de plus petite taille[réf. nécessaire].
Le prix actuel d'un aller simple est de 2,10 €, et de 1,71 € sur un carnet de 10 tickets (17,10 €).

### Système d'information en temps réel

#### En station
Sur chaque quai des stations, des écrans informent les voyageurs de la destination des prochaines rames et du temps d'attente respectif. Ceux-ci sont, à l'origine, intégralement composés de LED rouges. Ils permettent également l'affichage de messages d'information, tels que les perturbations. Toutes les stations sont reliées au poste de commande centralisé (PCC), depuis lequel sont diffusées des informations vocales en cas de perturbations importantes, mais l'usage de ce mode de communication se raréfie depuis l'équipement d'un système de synthèse vocale actionné par télécommande de balises audio pour malvoyants.
Depuis les extensions de 2013, des nouveaux écrans LCD sont apparus, permettant d'afficher deux temps d'attentes par ligne. Les stations accueillant au moins deux lignes voient leurs écrans remplacés par ces mêmes écrans LCD. À partir de 2024, avec la suppression de certaines colonnes jugées trop dangereuses sur les quais étroits, les anciens écrans sont remplacés par des écrans LCD.

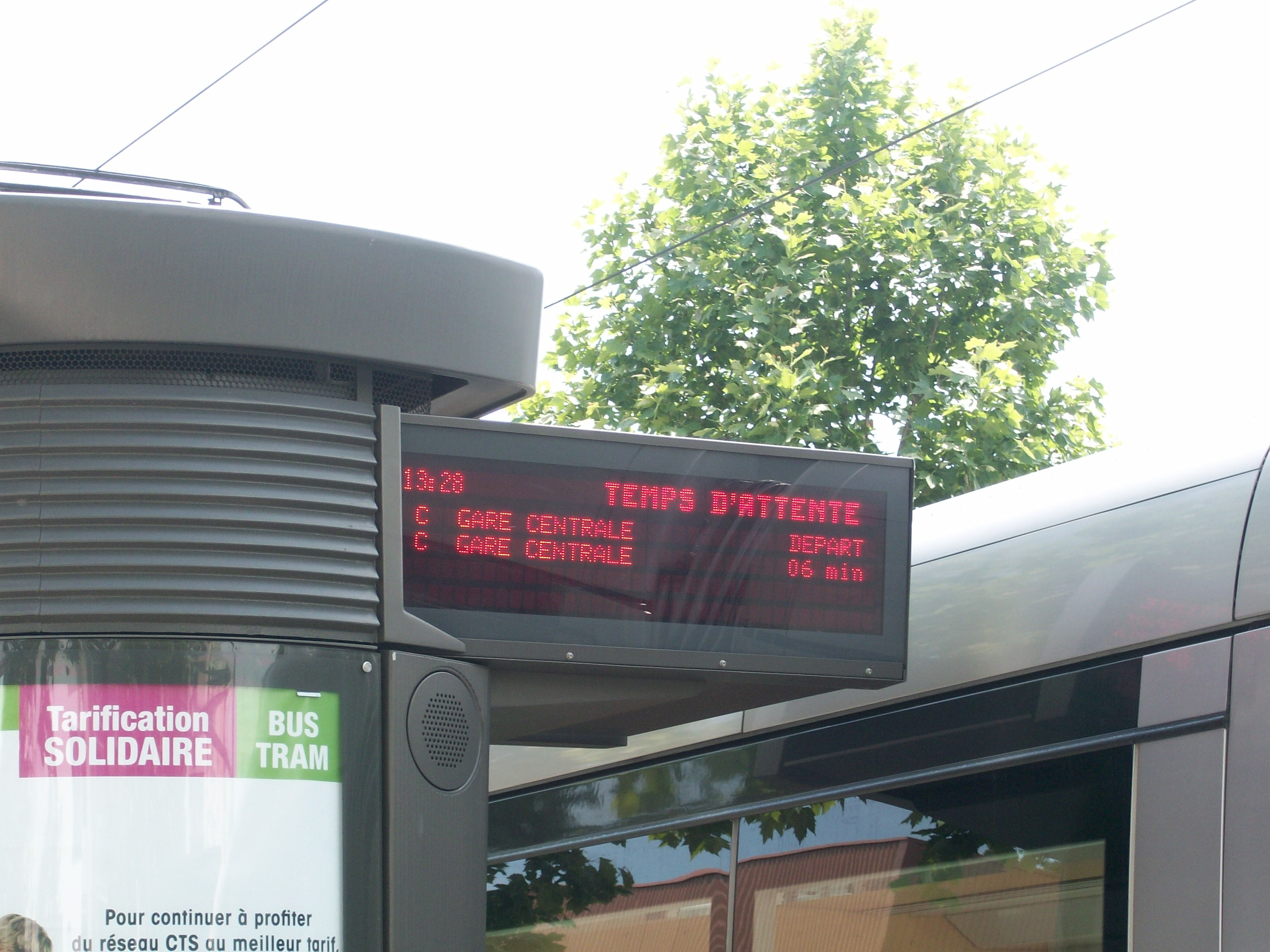
Écran ancienne génération.
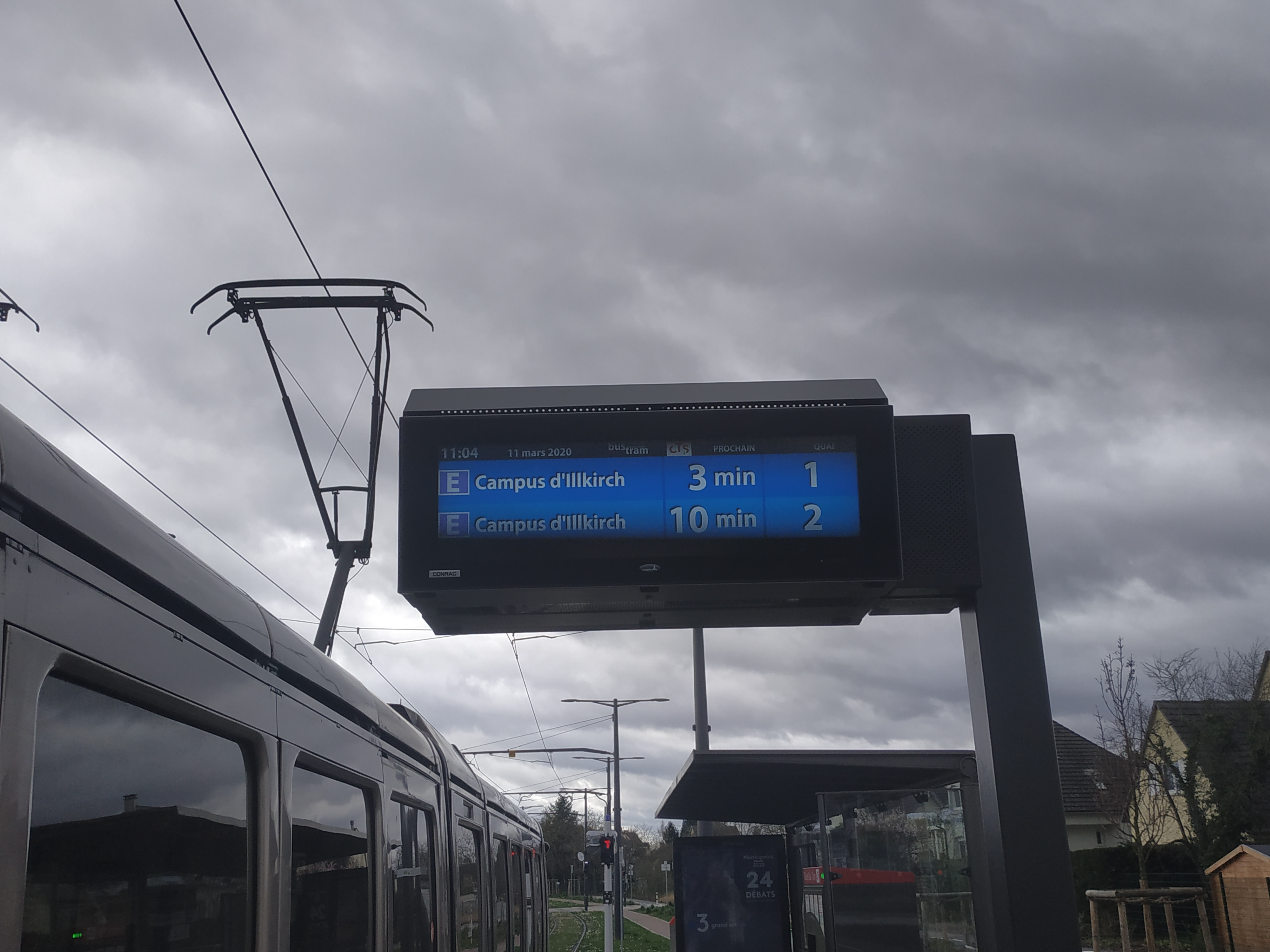
Écran nouvelle génération.

#### Dans les rames
Les tramways sont équipés d'un système d'information voyageurs embarqué. Des afficheurs intérieurs indiquent aux voyageurs la destination ainsi que la prochaine station. Entre deux stations, une annonce sonore donne le nom de la prochaine station. Un jingle propre à chaque station est associé à l'annonce des stations. C'est Rodolphe Burger qui est l'auteur de l'accompagnement musical. Les prolongements après 2013 n'ont pas de jingle, à l'exception des 3 stations situées à Kehl.

## Parcs relais

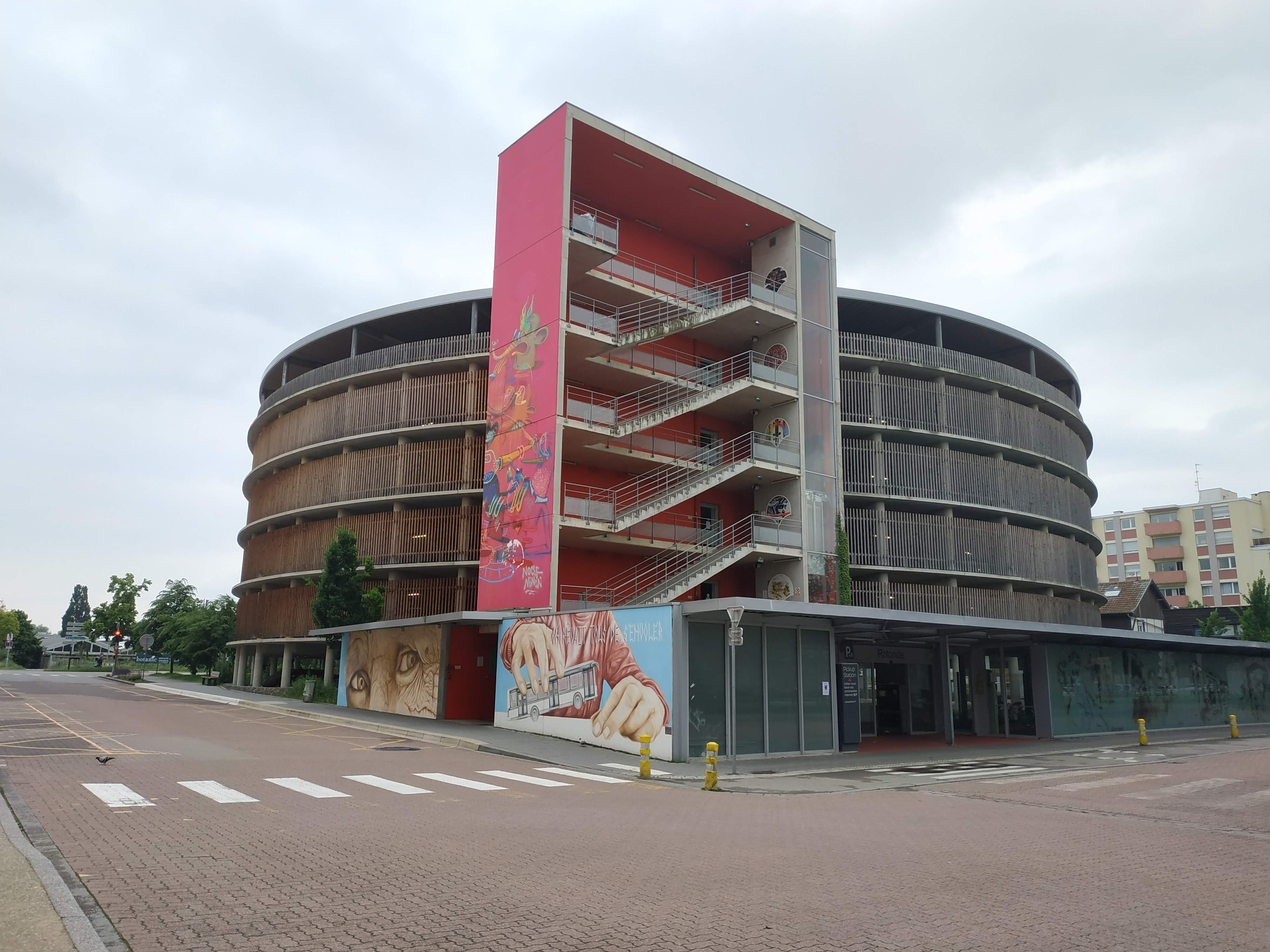
Parc relais de la station Rotonde, inauguré en 2011.

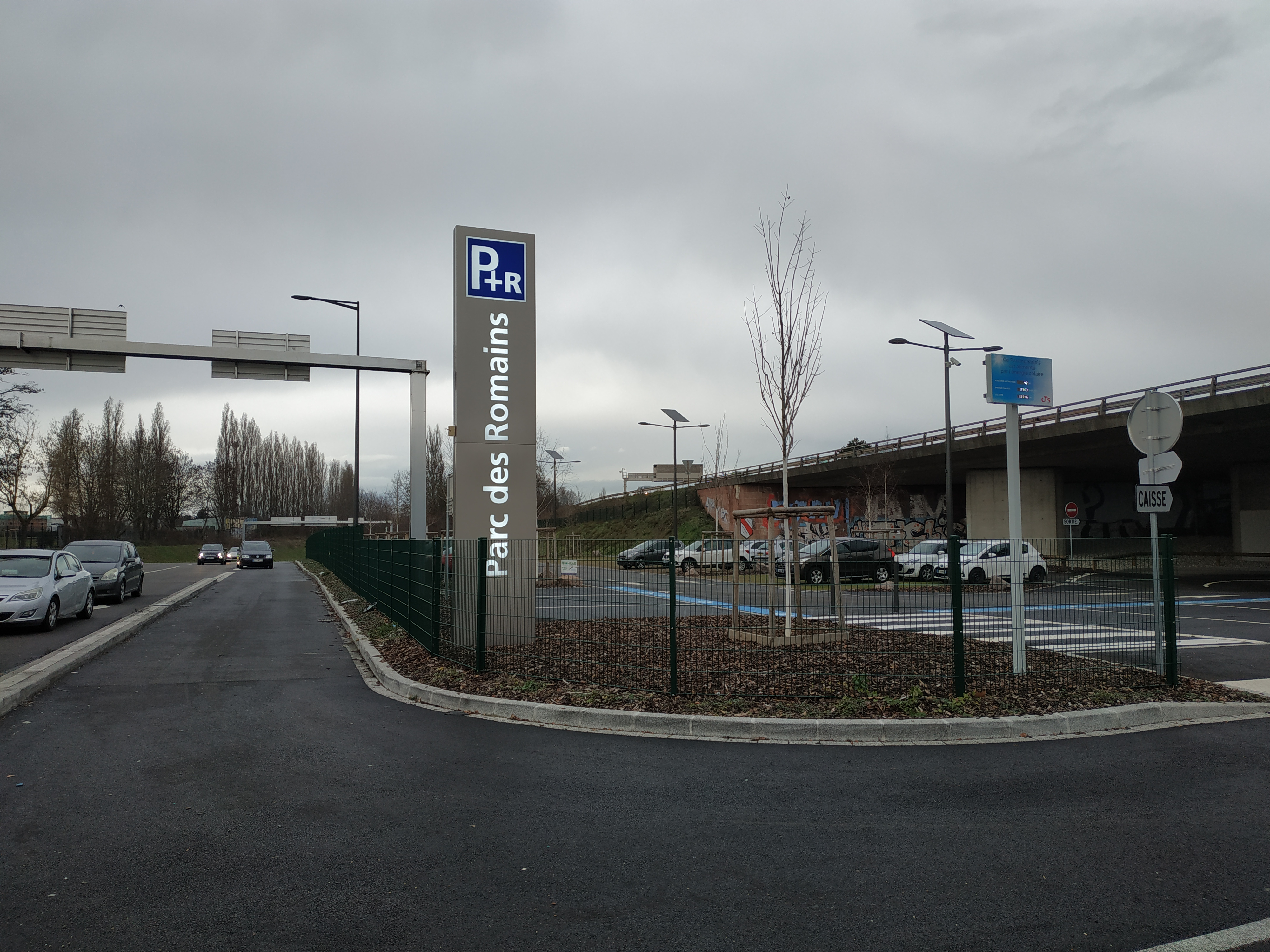
P+R du Parc des Romains installé en plein air, inauguré en 2020.

Les parcs relais (appelés « P+R ») se situent à proximité de stations de tramway. Ils ont pour but d'inciter les automobilistes à emprunter les transports en commun (principalement le tramway de par sa proximité et sa performance) par le biais d'un aller-retour à un tarif spécifique valable pour tous les occupants du véhicule. Ils sont au nombre de huit sur le réseau et ont une capacité allant de 150 (Robertsau Boecklin) à 800 places (Elsau).
En 2007, lorsqu'il y avait encore neuf P+R (celui d'Aristide Briand ayant fermé le 1er janvier 2010 pour faire place à un projet immobilier), les parcs relais ont hébergé près de 562 832 véhicules dans l'année. Un nouveau parc relais de Rotonde a remplacé le précédent en 2011. Il s'agit d'une structure proposant vingt places supplémentaires (soit un total de 450 places) sur une surface plus réduite (le reste étant promis à une urbanisation) et intégrant un parc à vélos. Un parc relais supplémentaire devait voir le jour à la gare de Kehl dans le cadre de l’extension de la ligne D en 2017-2018 mais n'a pas vu le jour. Un dixième parc relais verra le jour à Koenigshoffen en 2020 lors de l'extension de la ligne F, avec une capacité de 200 places à proximité de la sortie d'autoroute et de la station Parc des Romains. Un onzième parc relais a été créé à la station Kibitzenau de la ligne C avec une ouverture en mars 2025 .
À noter qu'il existe un parc relais au terminus de la ligne G du BHNS, listé sur l'article concerné.
| Nom du parc              | Lat/Long                        | Nombre de places               | Lignes desservies | Statut                                 |
| ------------------------ | ------------------------------- | ------------------------------ | ----------------- | -------------------------------------- |
| Baggersee                | 48° 32′ 40,8″ N, 7° 44′ 08,8″ E | 460                            | tram A E          | Ouvert                                 |
| Boecklin                 | 48° 35′ 53″ N, 7° 46′ 35,6″ E   | 150                            | tram E            | Ouvert                                 |
| Ducs d'Alsace            | 48° 35′ 21,2″ N, 7° 42′ 57,6″ E | 600                            | tram A D          | Ouvert                                 |
| Elsau                    | 48° 34′ 06,2″ N, 7° 43′ 48,1″ E | 800                            | tram B            | Ouvert (+ accès autocars/camping-cars) |
| Hœnheim Gare             | 48° 37′ 38,6″ N, 7° 45′ 29″ E   | 680                            | tram B            | Ouvert                                 |
| Kibitzenau               |                                 | 100                            | tram C            | Ouvert                                 |
| Poteries                 | 48° 35′ 00″ N, 7° 41′ 28″ E     | 102                            | tram D            | Ouvert                                 |
| Rives de l'Aar           | 48° 35′ 59″ N, 7° 45′ 14″ E     | 570                            | tram B            | Ouvert                                 |
| Rotonde                  | 48° 35′ 28,5″ N, 7° 43′ 33″ E   | 450                            | tram A D          | Ouvert (tarif spécial surtaxé)         |
| Parc des Romains         | 48° 34′ 54″ N, 7° 43′ 29″ E     | 200 (extension possible à 350) | tram F            | Ouvert                                 |
| Wolfisheim - Henri Rendu |                                 | 100                            |                   | En construction                        |

## Projets de développement

### Projets engagés

#### Extensions et nouvelle ligne
À l'été 2023, débutent les travaux d’extension de la ligne F depuis son terminus actuel Comtes vers son futur terminus à Wolfisheim. Le prolongement, long de 4 km, créera sept nouvelles stations et une autre en correspondance avec la ligne D à Poteries pour un coût de 120 millions et une mise en service prévue fin 2025. Le tracé du prolongement a été décidé après une concertation publique nommée Tram vers l'ouest qui avait eu lieu du 19 janvier au 18 février 2021 et mettait en débat trois différents tracés possibles.
Par la suite, un projet sous l’appellation Tram Nord est présenté. Sous cette appellation, le projet comprend en fait plusieurs parties constituées d'extensions et de nouveaux tracés. Tout d'abord, remaniement de la section nord de la ligne C : après la station Faubourg de Saverne, les tramways n'iront plus vers la Gare Centrale mais rejoindront la place de Haguenau via le boulevard du Président-Wilson et la rue de Wissembourg, après quoi ils desserviront Schiltigheim via la route du Général-de-Gaulle, et enfin iront jusqu'à Bischheim où le terminus de la ligne sera situé à la station Marc Seguin de la rue éponyme. Les travaux ont un cout estimés à 268 millions, au 12 décembre 2023, devaient débuter en 2024 et s'achever en 2027,. Dans le même temps, la ligne E sera elle aussi remaniée et reliera la place de la République à la place de Haguenau via l'avenue des Vosges. Elle rejoindra ensuite la Gare Centrale via la rue de Wissembourg et le boulevard du Président-Wilson. Enfin, la ligne H sera transformée en tramway. Elle utilisera le terminus actuel de la ligne C, puis reliera la Gare Centrale à la place de la République via le même tronçon que la nouvelle ligne E. Après cette station elle rejoindra la station Robertsau l'Escale via le tronçon actuellement utilisé par la ligne E. Il n'y aura donc plus de terminus "Parlement Européen".
Ces extensions provoqueront chacune une nouvelle vague de lignes Chron'hop et une restructuration des lignes de bus concernées.
Ce projet reçoit un avis défavorable de la part de la commission d'enquête publique en décembre 2024, entrainant sa suspension par la collectivité pour repenser le projet. Aucune date n'est alors évoquée pour une nouvelle enquête publique cependant une commission citoyenne est lancée et qui d'après l'Eurométropole sont représentatifs de la population eurométropolitaine.
Depuis 2024, des travaux sont engagés au niveau du quai unique de la station Fédération, située dans un débranchement entre Lycée Couffignal et Krimmeri - Stade de la Meinau, dans le but de desservir plus finement le stade de la Meinau. Un faisceau en peigne de 8 voies devrait être construit, afin de proposer une meilleure desserte lors des matchs, et une jonction est ajoutée pour permettre d'accéder et de quitter le débranchement vers Lycée Couffignal.

### Projets évoqués
Rejeté par la commission d'enquête en décembre 2024, le projet de tram Nord (vers Schiltigheim) ne pourra pas être concrétisé pendant le mandat actuel. En effet, son coût est jugé trop élevé, passant de 140 à 268 millions d’euros, et l'échéance des prochaines élections municipales est bien trop proche.
L'extension de la ligne C au Stockfeld devrait être étudiée et préparée d'ici à 2025 mais ne sera lancée que lors du mandat suivant, pour un montant avoisinant 34 millions d'euros.
Il est également envisagé de prolonger l'extrémité orientale de la ligne F vers le Port du Rhin via une courte section nouvelle pour rejoindre la D. Aucune date n'est encore évoquée, mais une estimation de 30 millions d'euros est avancée. Les études et la préparation du projet seront aussi lancées durant ce mandat.
À l'occasion de l'inauguration de l'extension de Robertsau Boecklin à Robertsau l'Escale en juin 2019, les autorités précisent que la ligne a pour vocation à rejoindre la clinique Sainte-Anne, au Nord de la Robertsau.
Une extension de la ligne B vers la Gare de Lingolsheim est envisagée à l'horizon 2030-2040. Une autre extension pour relier la ligne A à la gare de Geispolsheim est évoquée.
Enfin, la ligne A devrait se voir ajouter une branche à voie unique en direction du Zénith et utilisée uniquement à l'occasion d'évènements. Cette branche devrait rejoindre le tracé au niveau de l'extension réalisée en 2013, mais n'a toutefois pas de date de réalisation.